# Entramado de madera

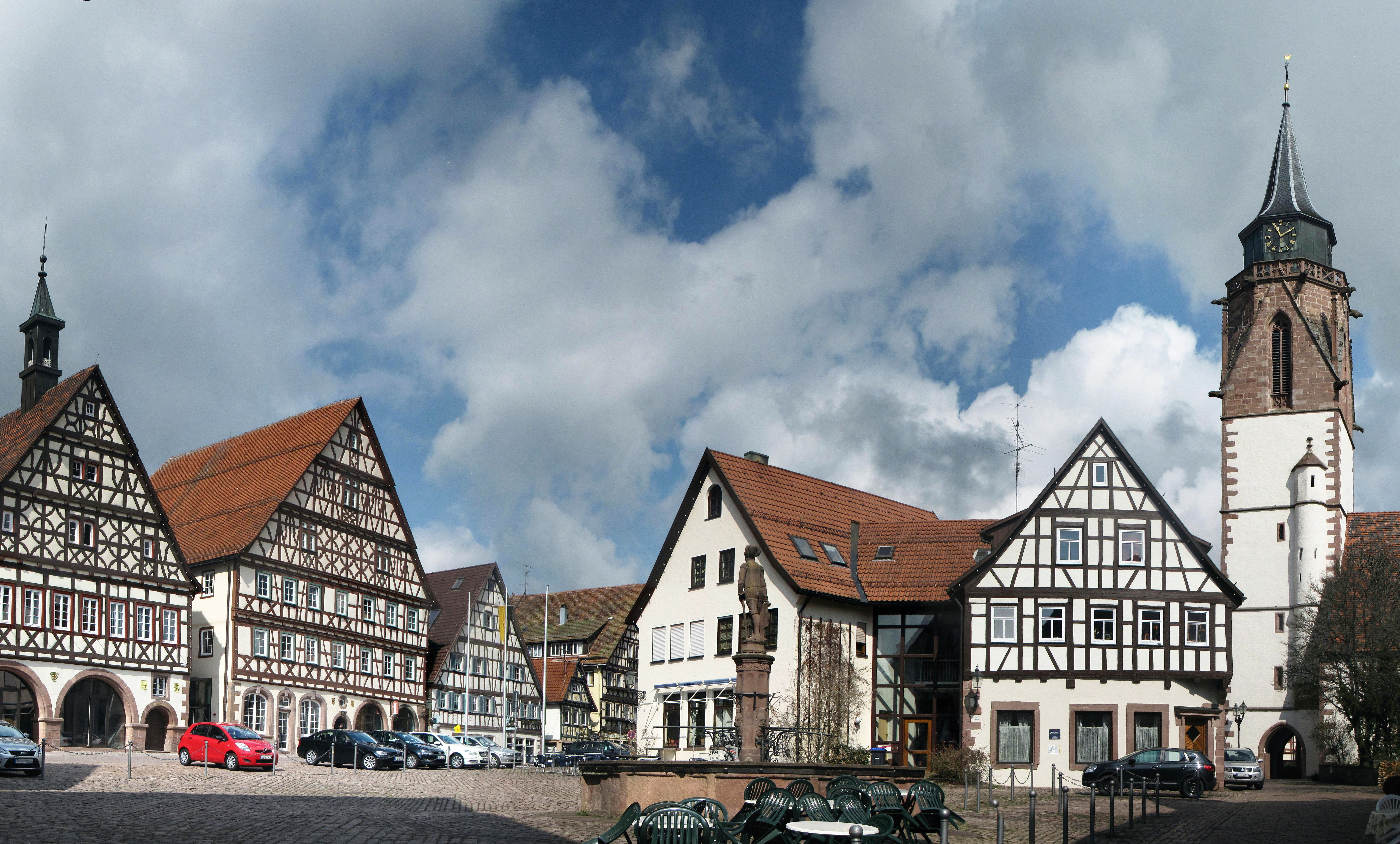
La plaza del mercado de Dornstetten en Alemania con sus edificios de entramado de madera

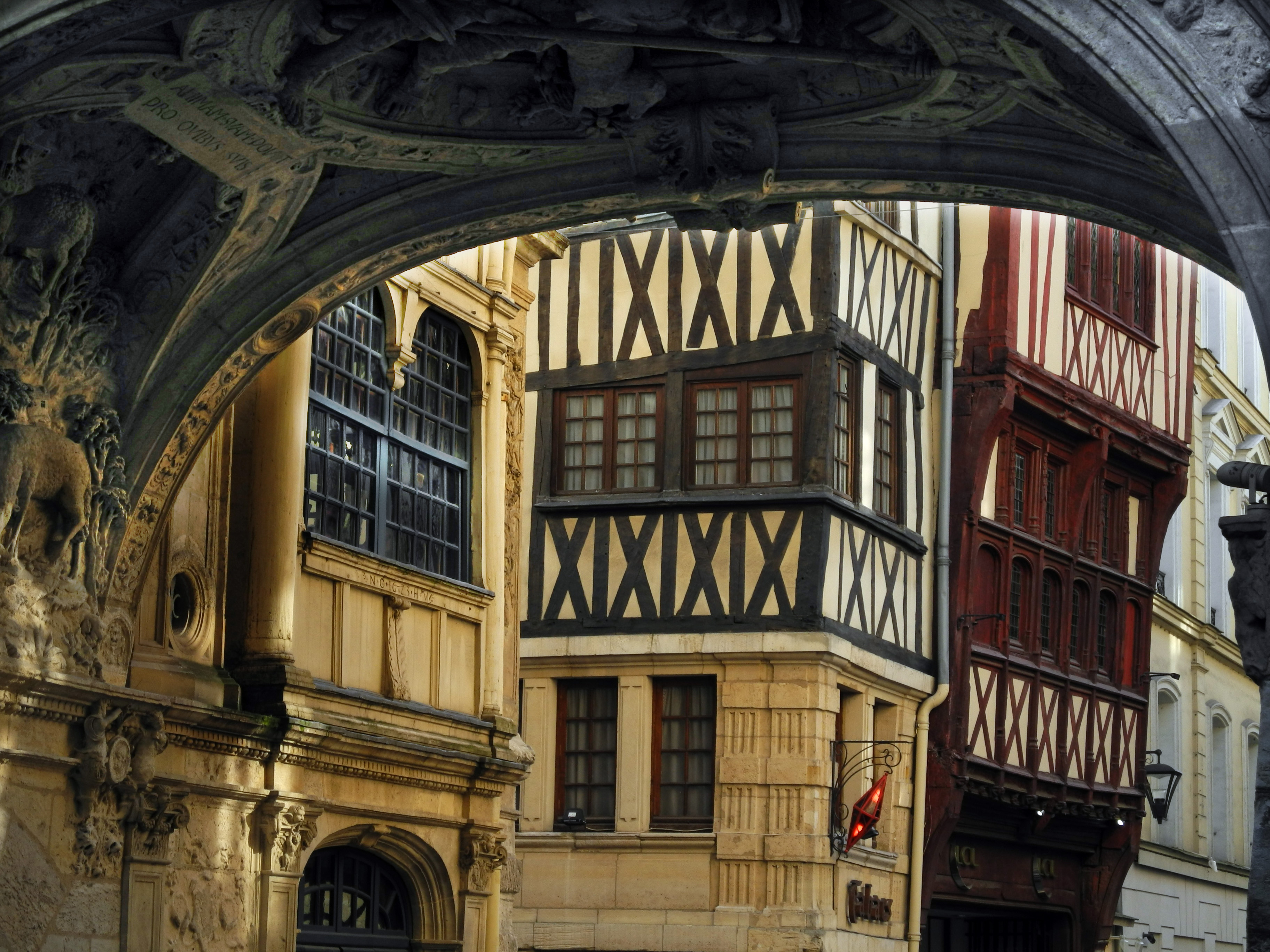
Rue du Gros-Horloge en Rouen, Francia, una ciudad reconocida por sus edificios de entramado de madera

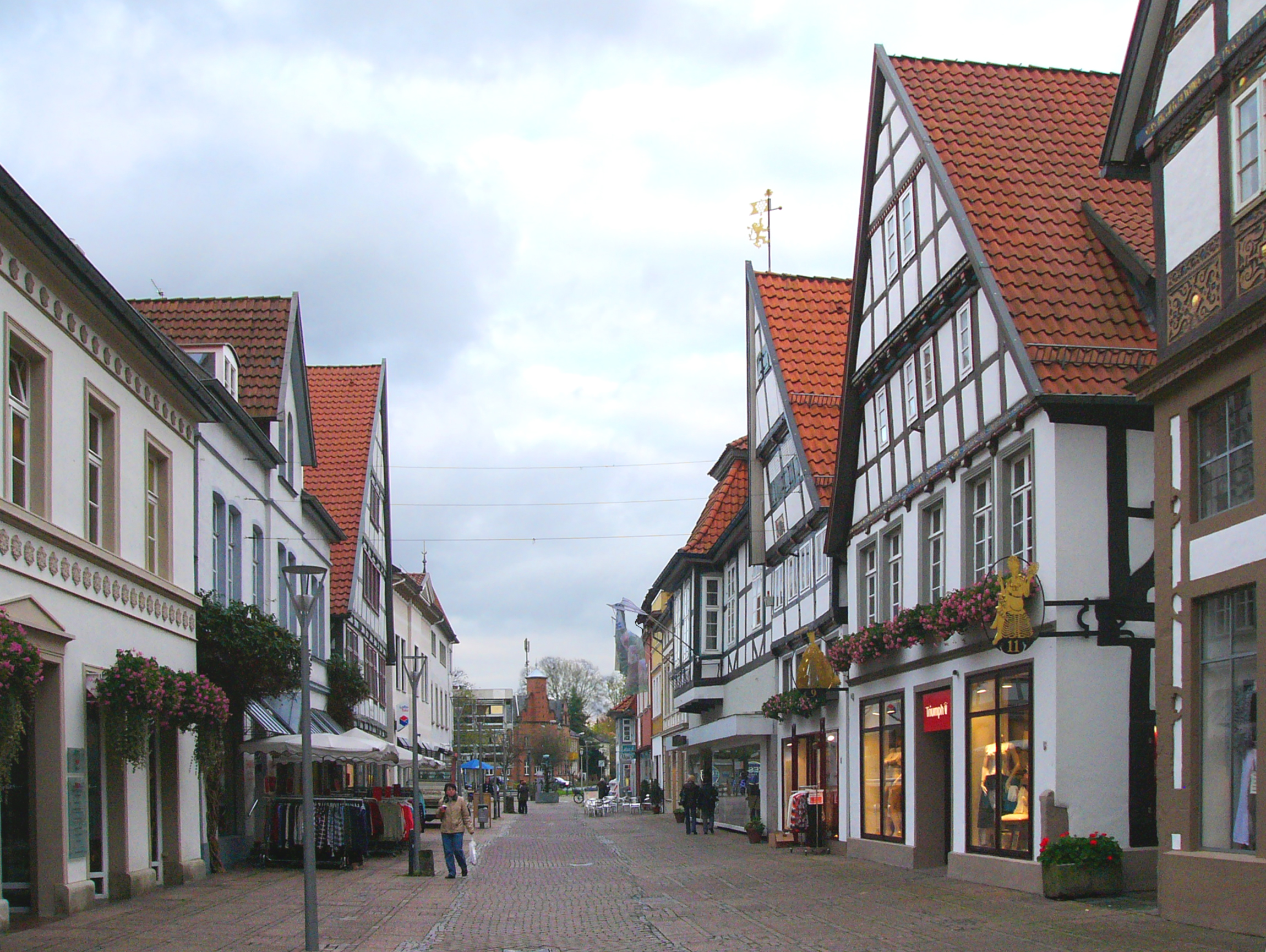
Lemgo, Alemania, centro histórico

El entramado de madera (en alemán: Holzfachwerk) fachwerk o sistema de poste y viga  es un método tradicional de construcción con maderas pesadas, creando estructuras utilizando maderas escuadradas y cuidadosamente ajustadas y unidas con juntas aseguradas por grandes clavijas de madera. Si el entramado estructural de madera de carga se deja expuesto en el exterior del edificio, se puede denominar entramado de madera y, en muchos casos, la cuajada entre las vigas se utilizará para efectos decorativos. El país más conocido por este tipo de arquitectura es Alemania, donde las casas con entramado de madera están repartidas por todo el país.
El método proviene de trabajar directamente con troncos y árboles en lugar de madera dimensional precortada. Cortando esto con hachas, azuelas y cuchillos de tracción y usando abrazaderas y barrenas accionadas a mano (abrazadera y broca) y otras herramientas para trabajar la madera, los artesanos o entramadores podrían ensamblar gradualmente un edificio.
Dado que este método de construcción se ha utilizado durante miles de años en muchas partes del mundo, se han desarrollado muchos estilos de entramados históricos. Estos estilos a menudo se clasifican por el tipo de cimiento, paredes, cómo y dónde se cruzan las vigas, el uso de vigas curvas y los detalles del entramado del techo.

## Cuajado, forjado o trocado del entramado
El cuajado del entramado de madera se refiere a una estructura de entramado de madera hecha con madera de carga, creando espacios entre las vigas llamados paneles (en alemán Gefach o Fächer = panel), que luego se rellenan con mampostería o algún tipo de material no estructural conocido como cuajada,  colocados a tizón, a soga, en espiga, en espina de pez o dibujando figuras geométricas. Cuando van colmatados los tímpanos sólo con tierra cruda se denominan entramados de emplenta, imprenta o imprentón, nombres derivados del término griego emplecton que designaba el relleno utilizado en los muros de dos hojas. El entramado a menudo se deja expuesto en el exterior del edificio.

### Materiales de relleno
El tipo de relleno más antiguo conocido, llamado opus craticum por los romanos, era una construcción de tipo bahareque. El término opus craticum se usa también para denominar a un relleno de piedra/mortero romano. También se utilizaron métodos similares a los de zarzo y barro, conocidos por varios nombres, como almeja y barro, gato y arcilla o torchis (francés), por nombrar solo tres.
El bahareque eran los rellenos más comunes en la antigüedad. Los palos no siempre eran técnicamente zarzos (tejidos), sino también palos individuales instalados verticalmente, horizontalmente o en ángulo en agujeros o ranuras en el entramado. La capa de barro tiene muchas recetas, pero generalmente era una mezcla de arcilla y tiza con un aglutinante como hierba o paja y agua u orina. Cuando aumentó la fabricación de ladrillos, el relleno con mampostería de ladrillo reemplazó a los rellenos menos duraderos y se volvió más común. Se usó piedra colocada en mortero como relleno en áreas donde se disponía de escombros de piedra y mortero.
Otros rellenos incluyen el bousillage, ladrillo cocido, ladrillo sin cocer o later, piedras a veces llamadas pierrotage, tablones como en el alemán ständerbohlenbau, maderas como en ständerblockbau, o rara vez cob sin ningún soporte de madera. Las superficies de las paredes en el interior a menudo tenían un "techo" con revestimiento de madera y enyesado para brindar calidez y apariencia.
El relleno de ladrillo, a veces llamado nogging, se convirtió en el relleno estándar después de que la fabricación de ladrillos los hizo más disponibles y menos costosos. Las paredes con entramado de madera se pueden cubrir con materiales de revestimiento, como yeso, tablas de intemperie, cerámicas o pizarra.
El relleno puede estar cubierto por otros materiales, incluidos paneles de intemperie o tejas. o dejado expuesto. Cuando se dejaba expuesto, tanto el entramado como el relleno a veces se hacían de manera decorativa. Alemania es famosa por su entramado de madera decorativo y las figuras a veces tienen nombres y significados. La forma decorativa de entramado de madera es promovida en Alemania por el German Timber-Frame Road, varias rutas planificadas que las personas pueden conducir para ver ejemplos notables de edificios con entramado alemán o Fachwerk.
Galería de tipos de relleno o cuajada:

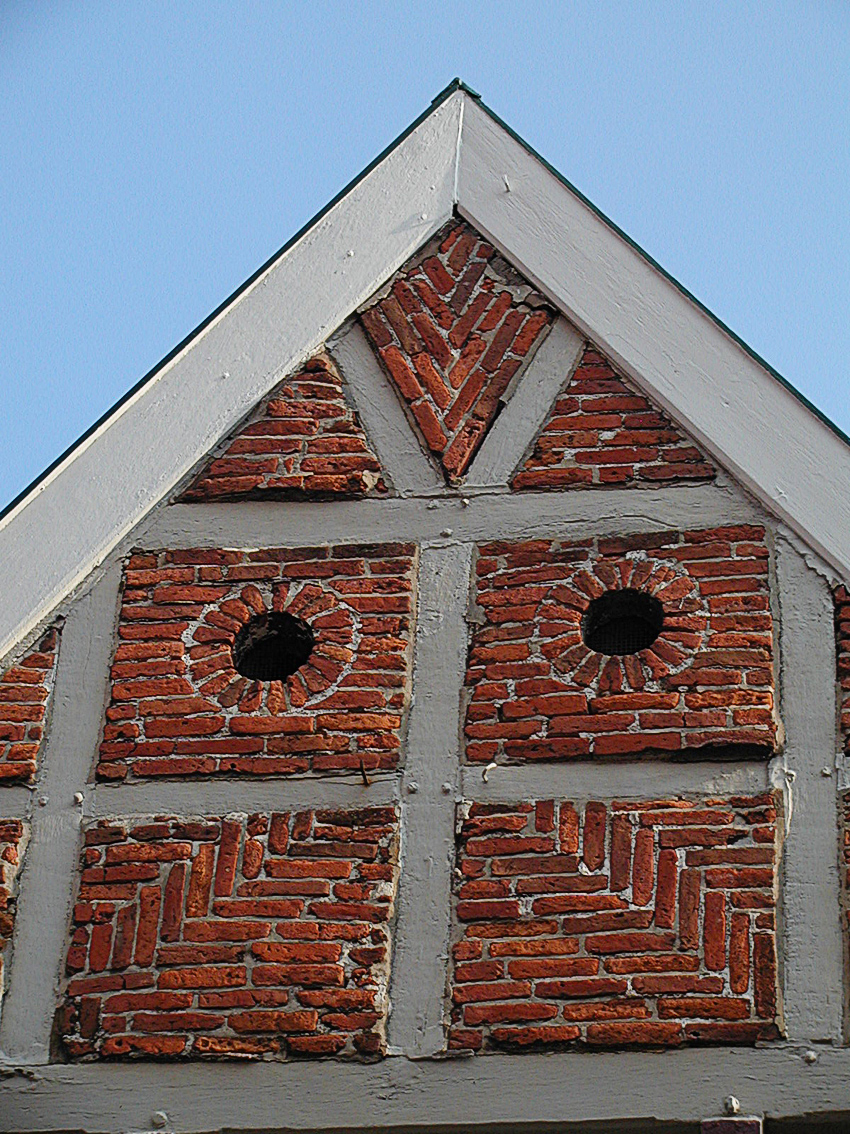
Cuajado decorativo con mampostería de ladrillo cocido con agujeros de lechuza
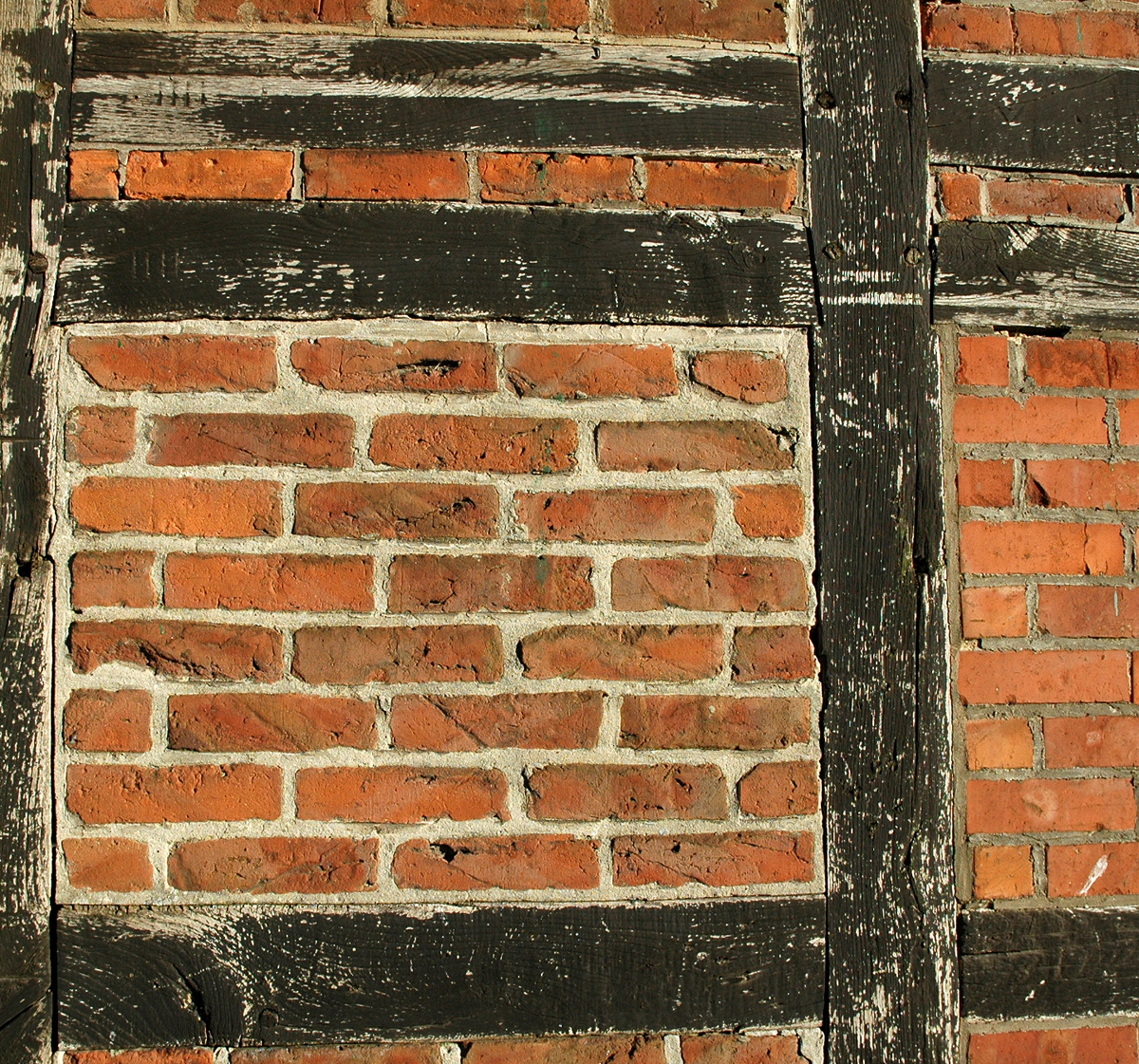
Cuajado con mampostería de ladrillo ordinario dejado expuesto
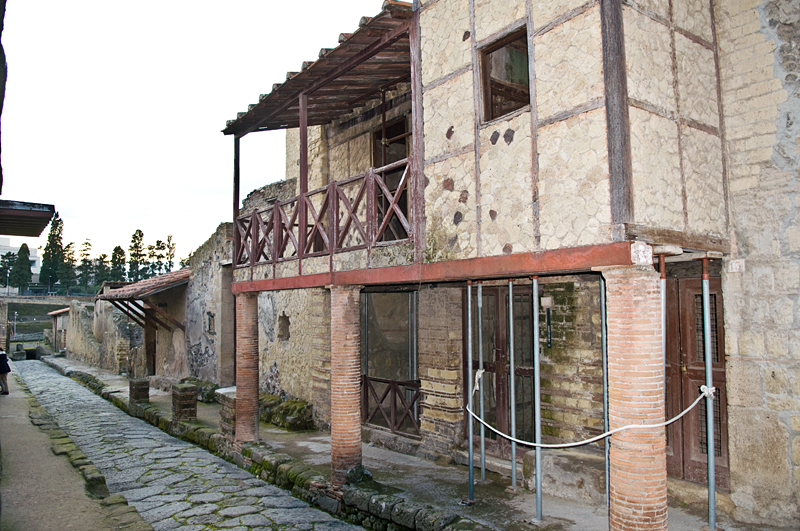
Cuajado con mampostería de piedra llamado opus incertum por los romanos
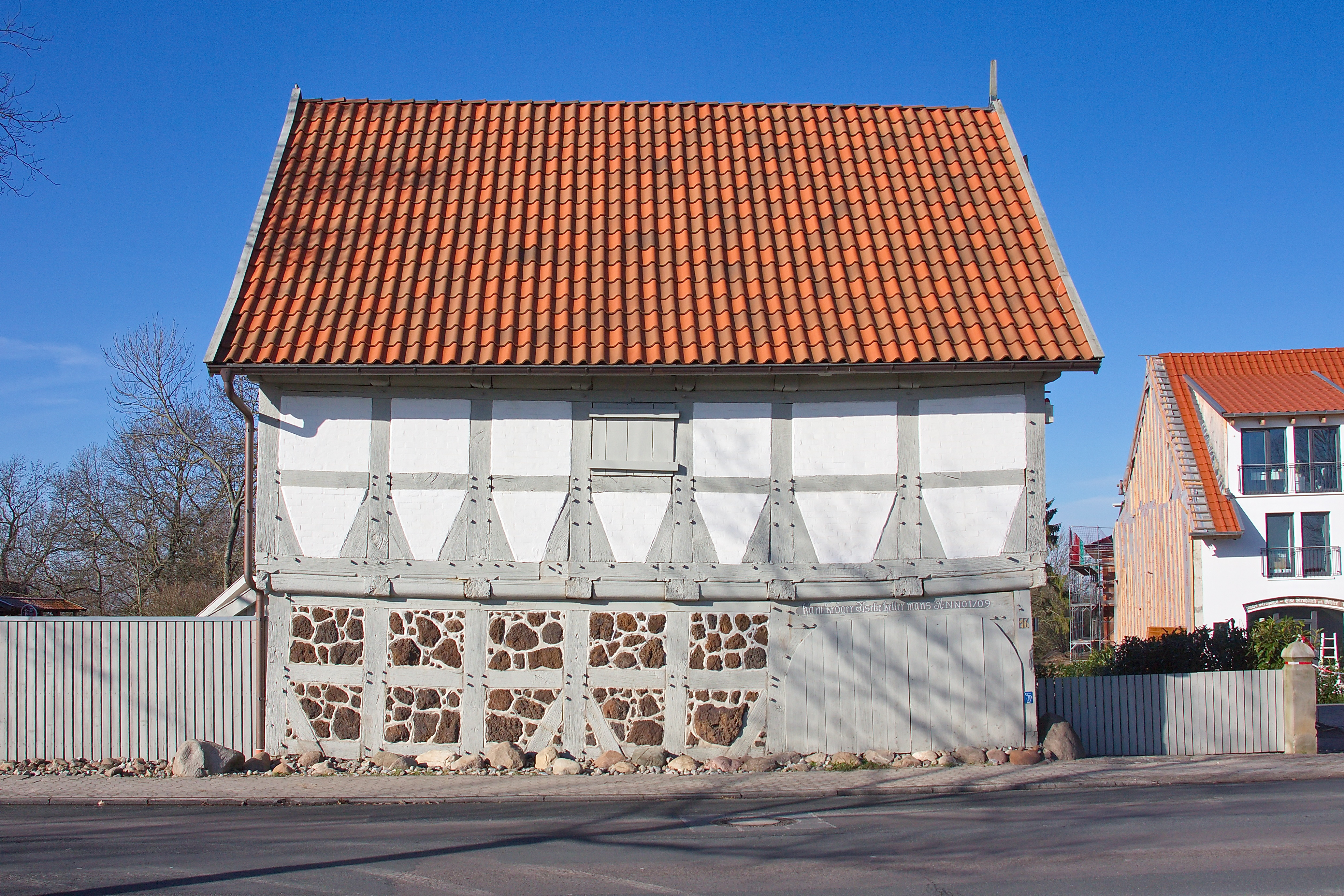
Algunos cuajados de piedra quedaron visibles
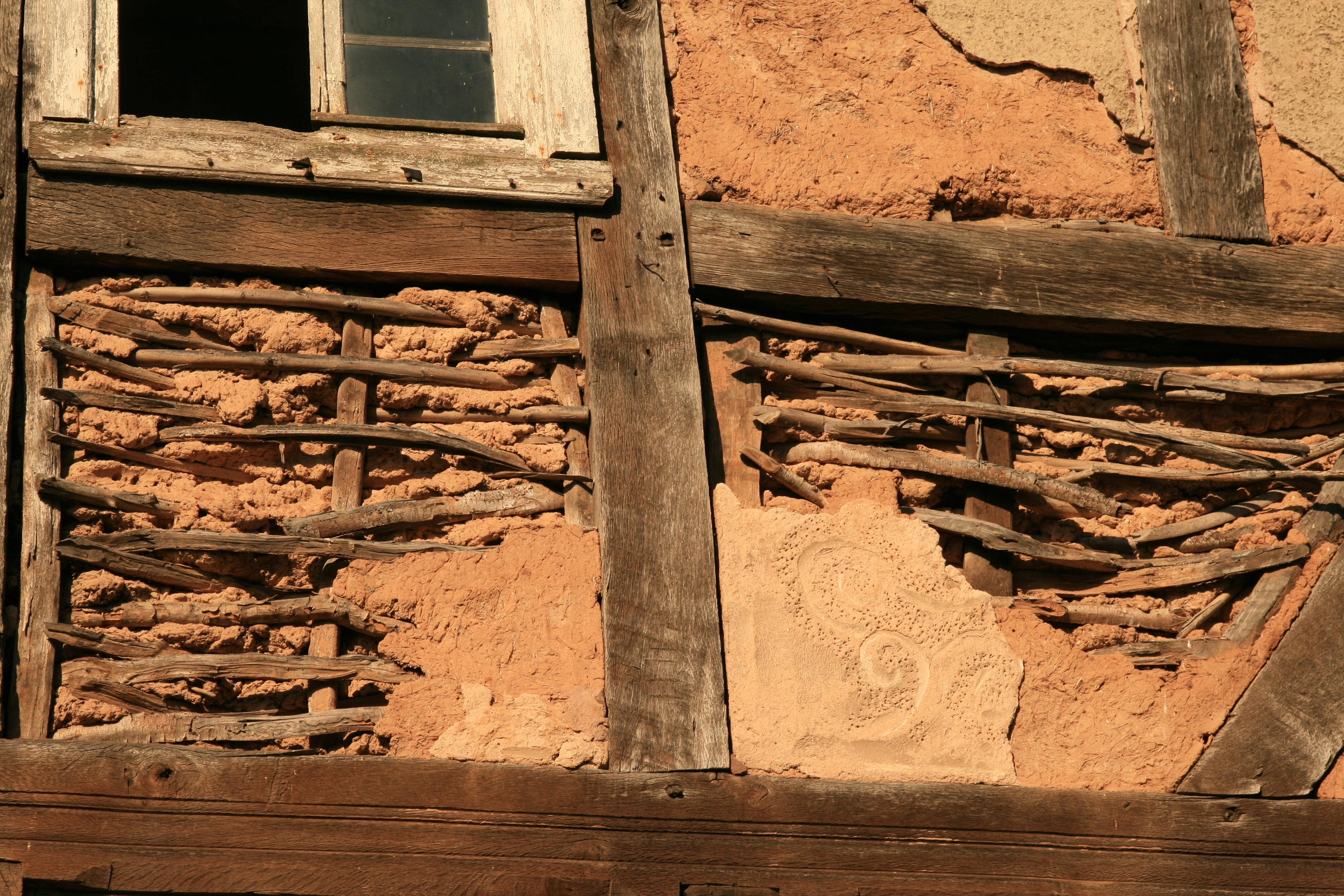
El zarzo y el barro se cubrieron con una capa decorada de yeso..
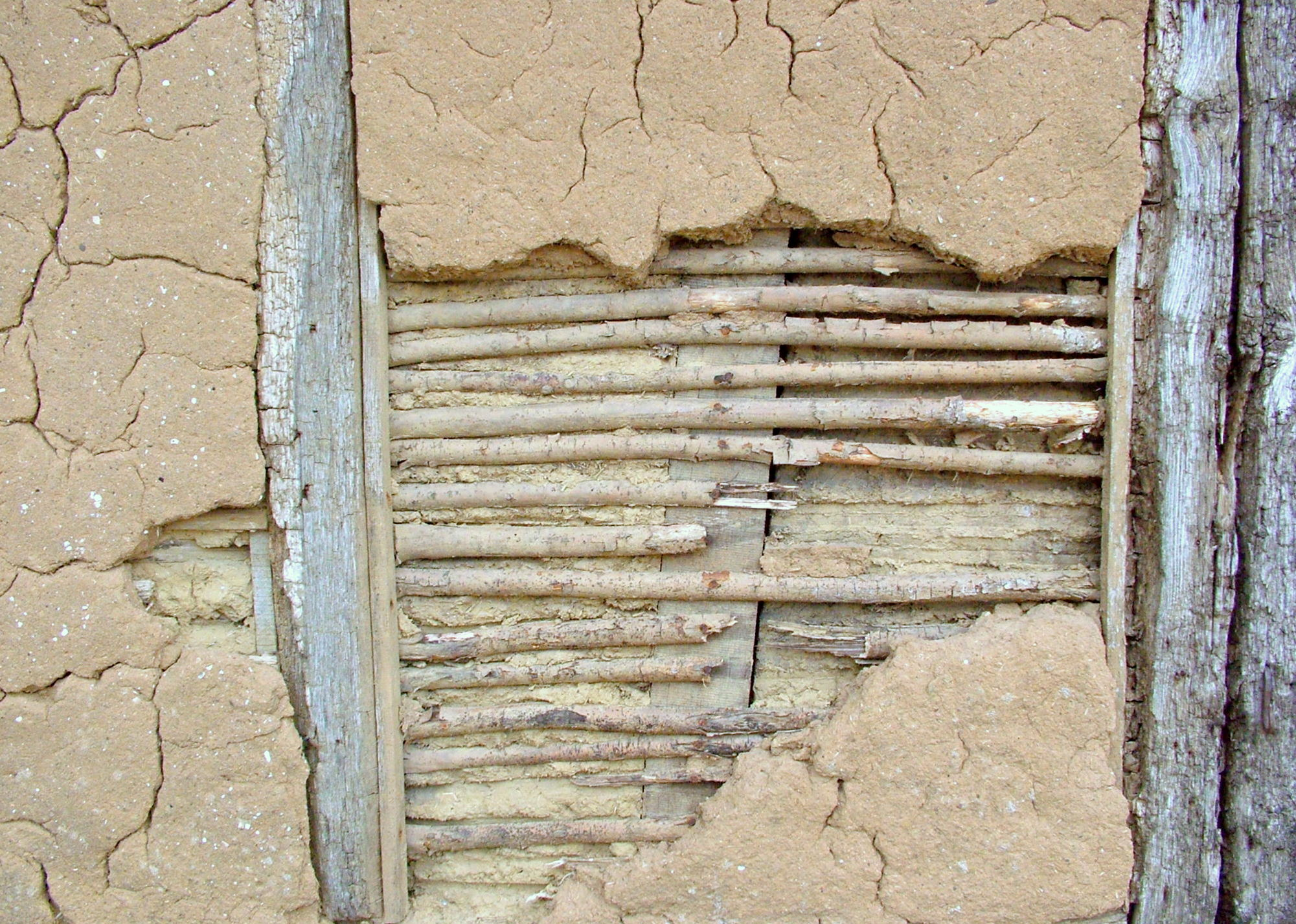
Como bahareque, pero con estacas horizontales
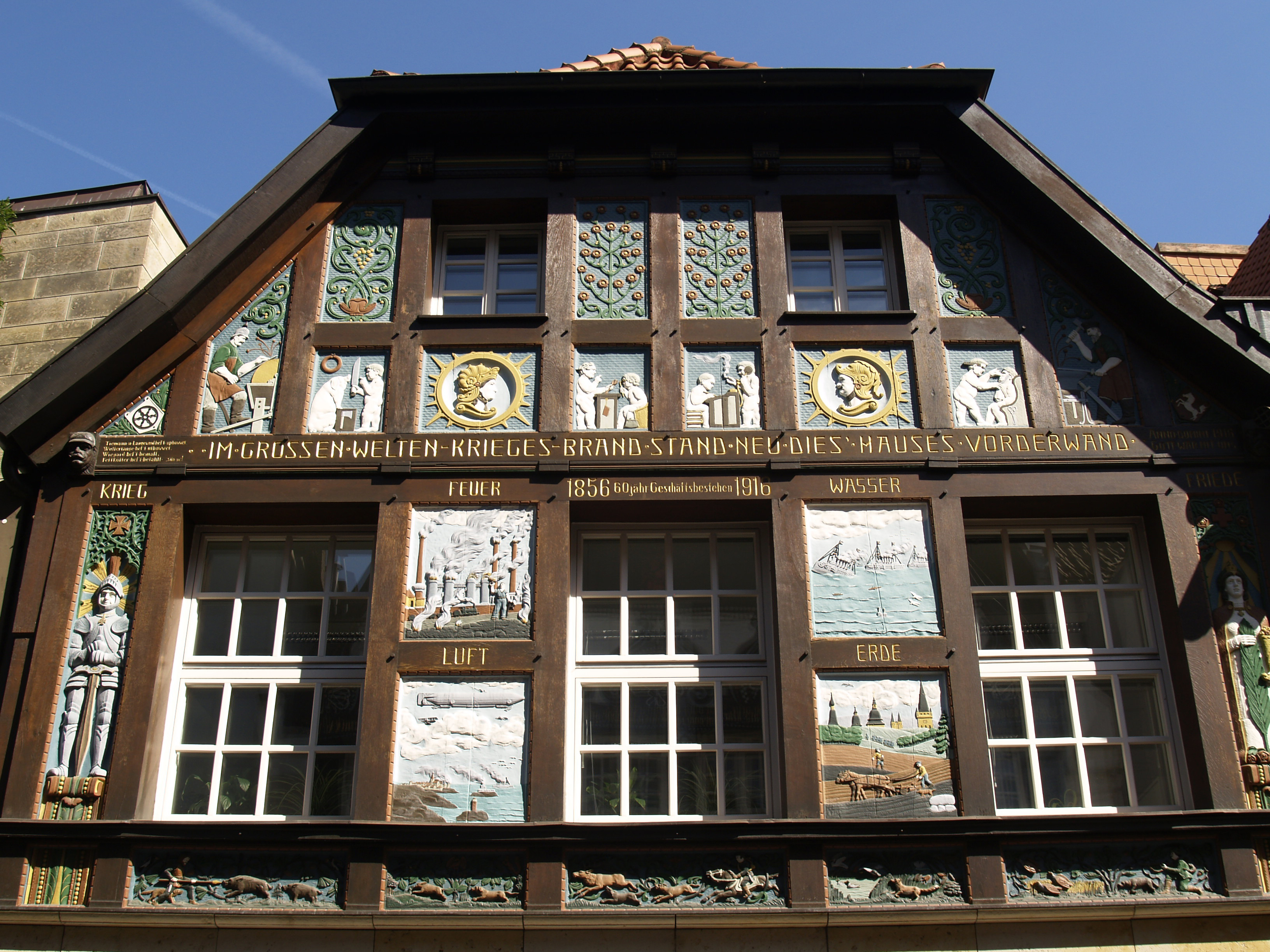
Aquí, el propio cuajado de yeso está esculpido y decorado.
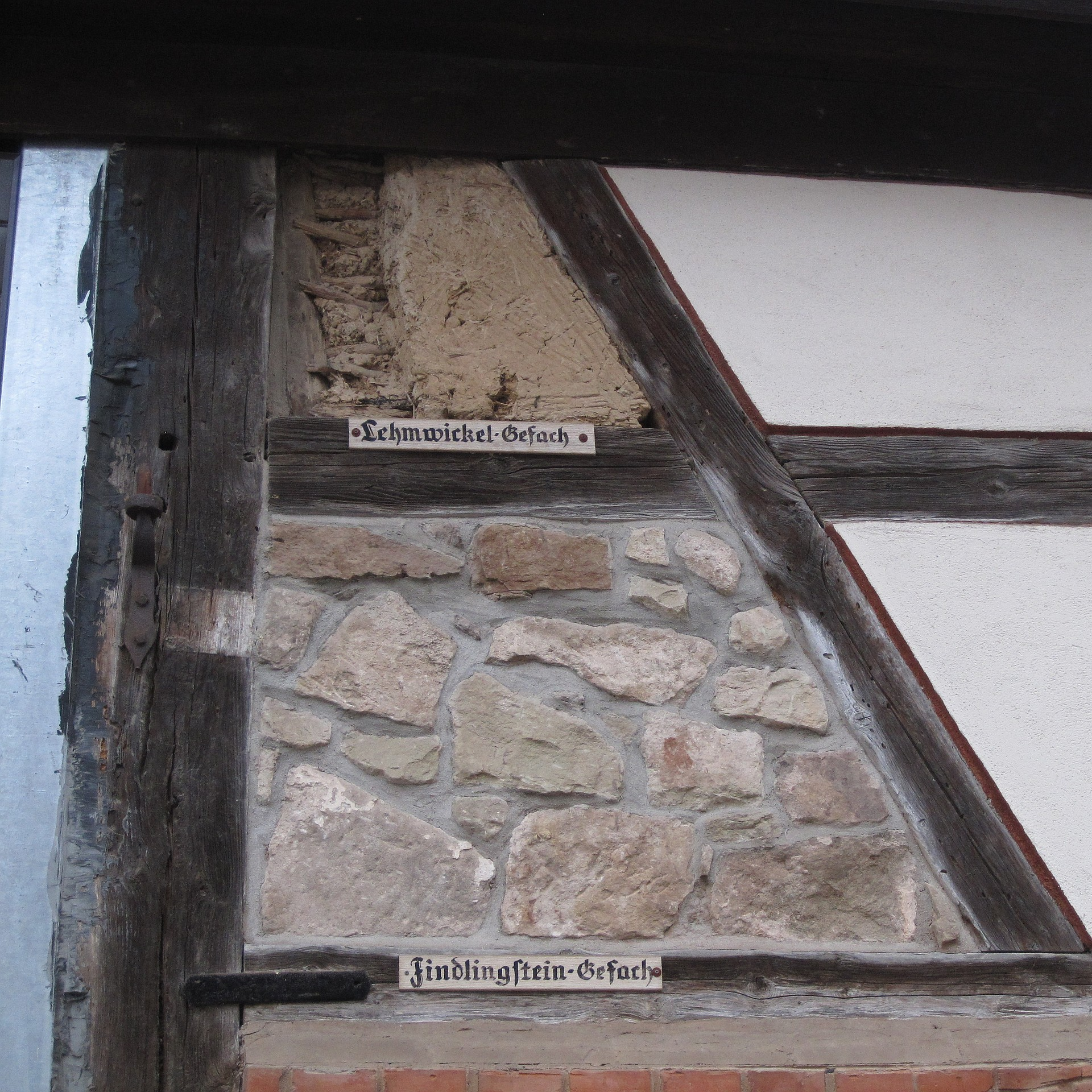
Arriba: bahareque, abajo: mampostería

Galería de algunas figuras y decoraciones con nombre:

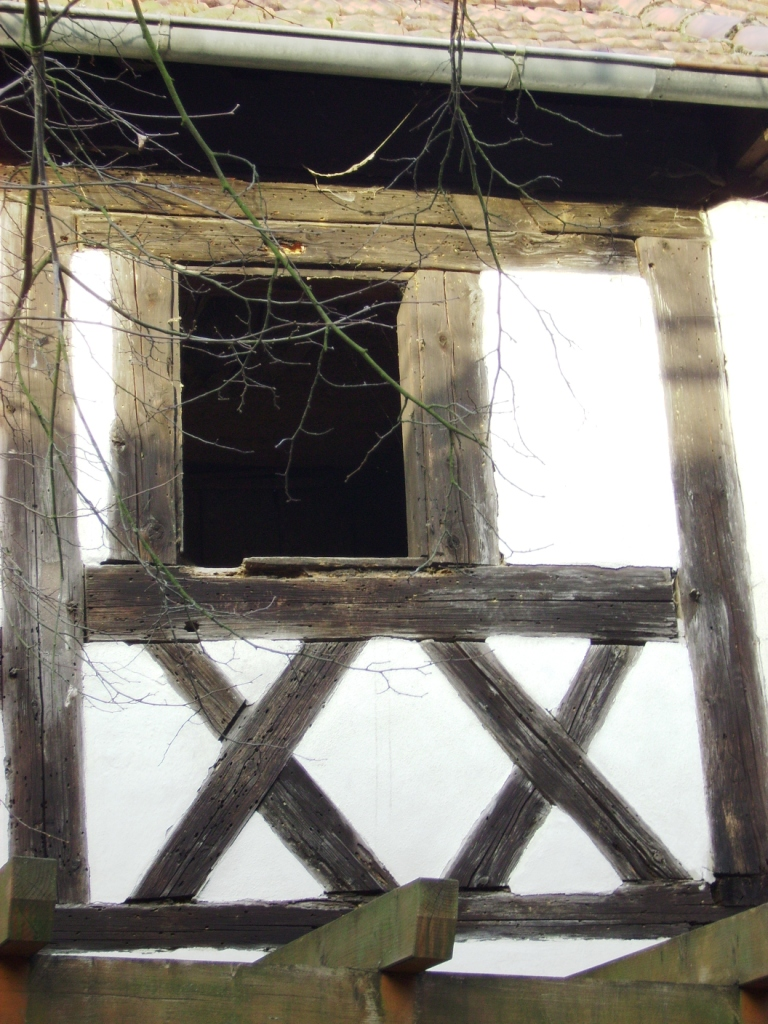
Cruces de San Andrés en Alemania
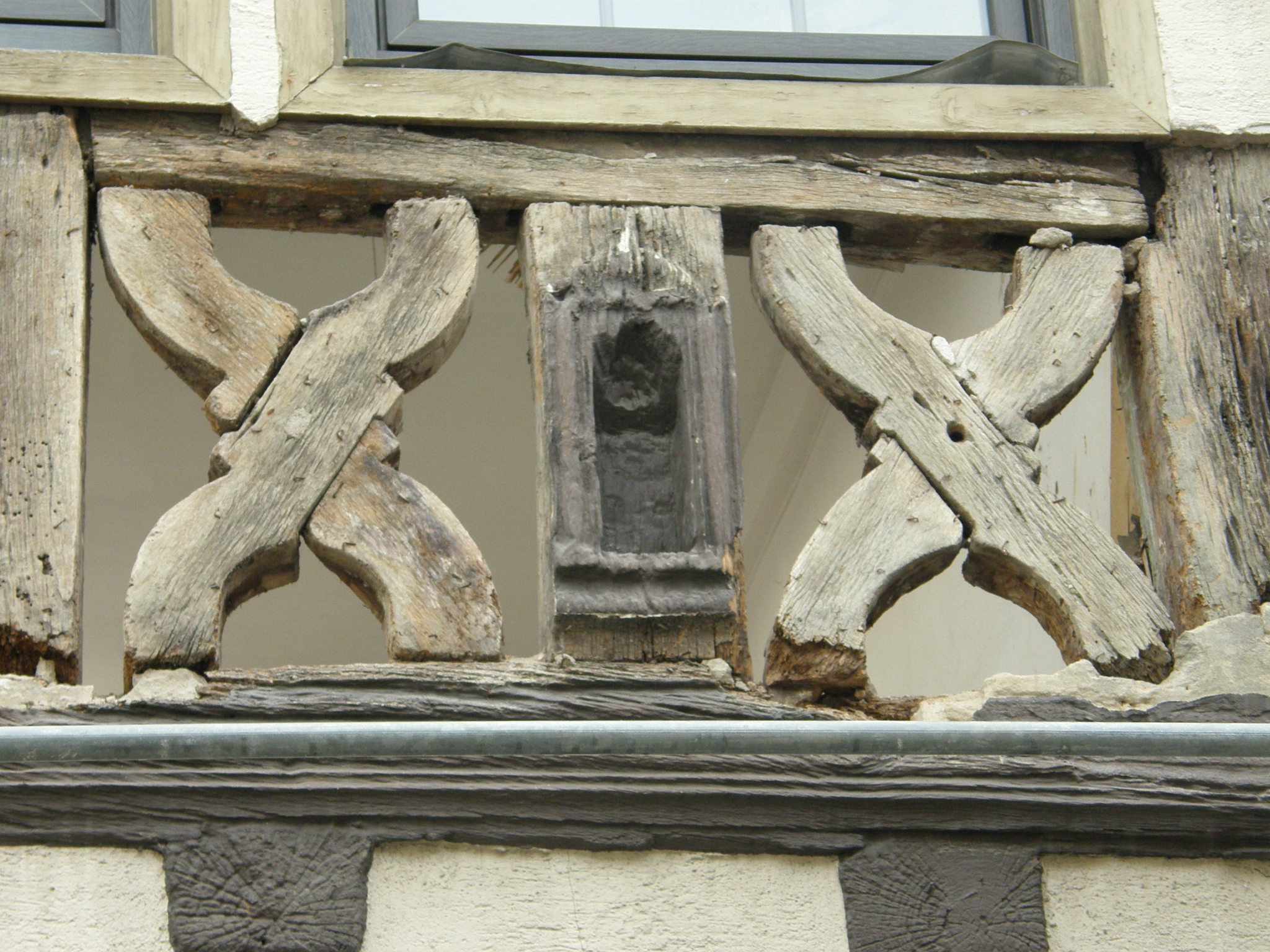
Cruces de San Andrés durante las reparaciones de un edificio en Alemania: se ha eliminado el cuajado.
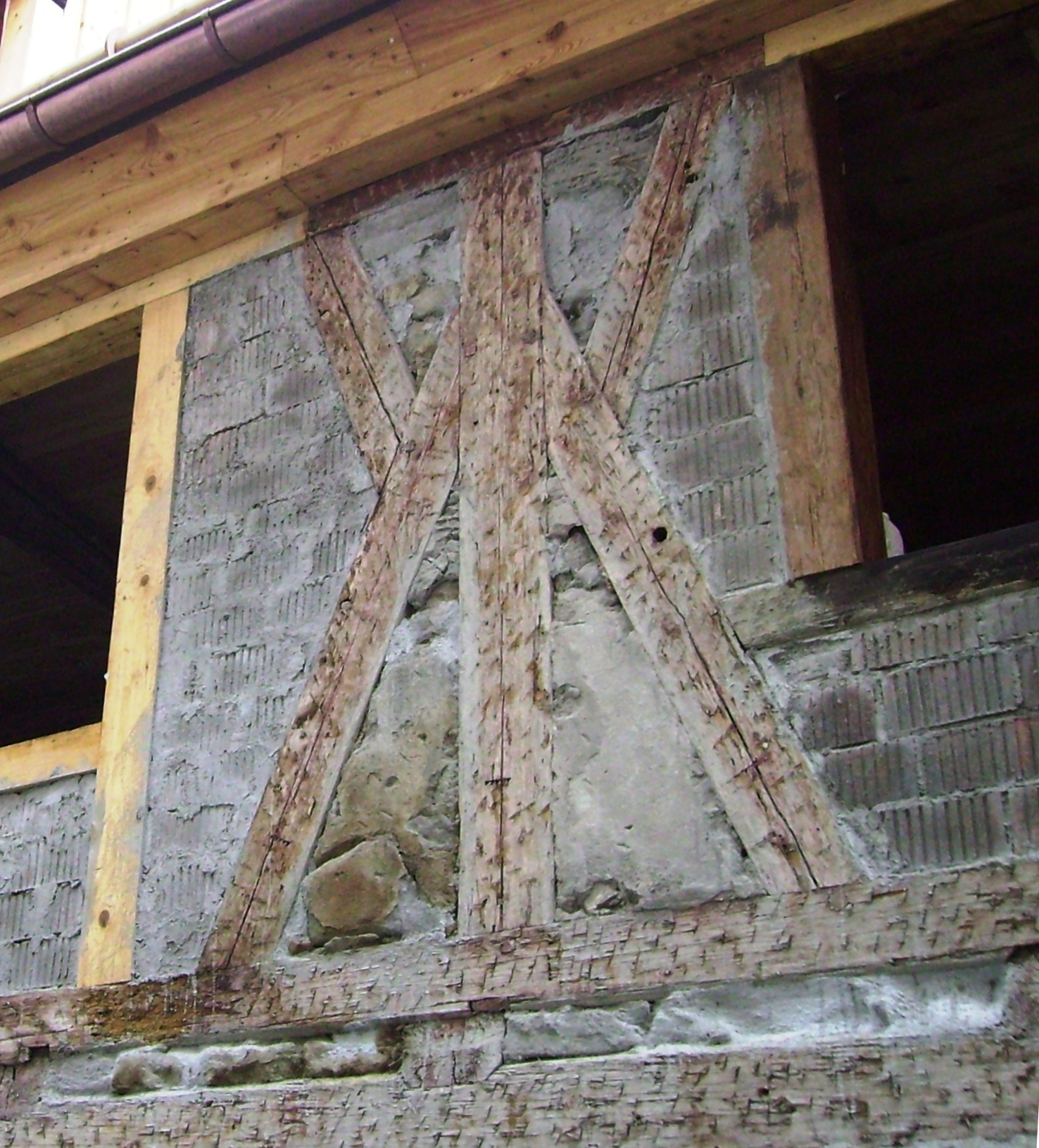
En Alemania se encuentran varias formas de figuras de 'hombre', esta se llama 'hombre salvaje'.
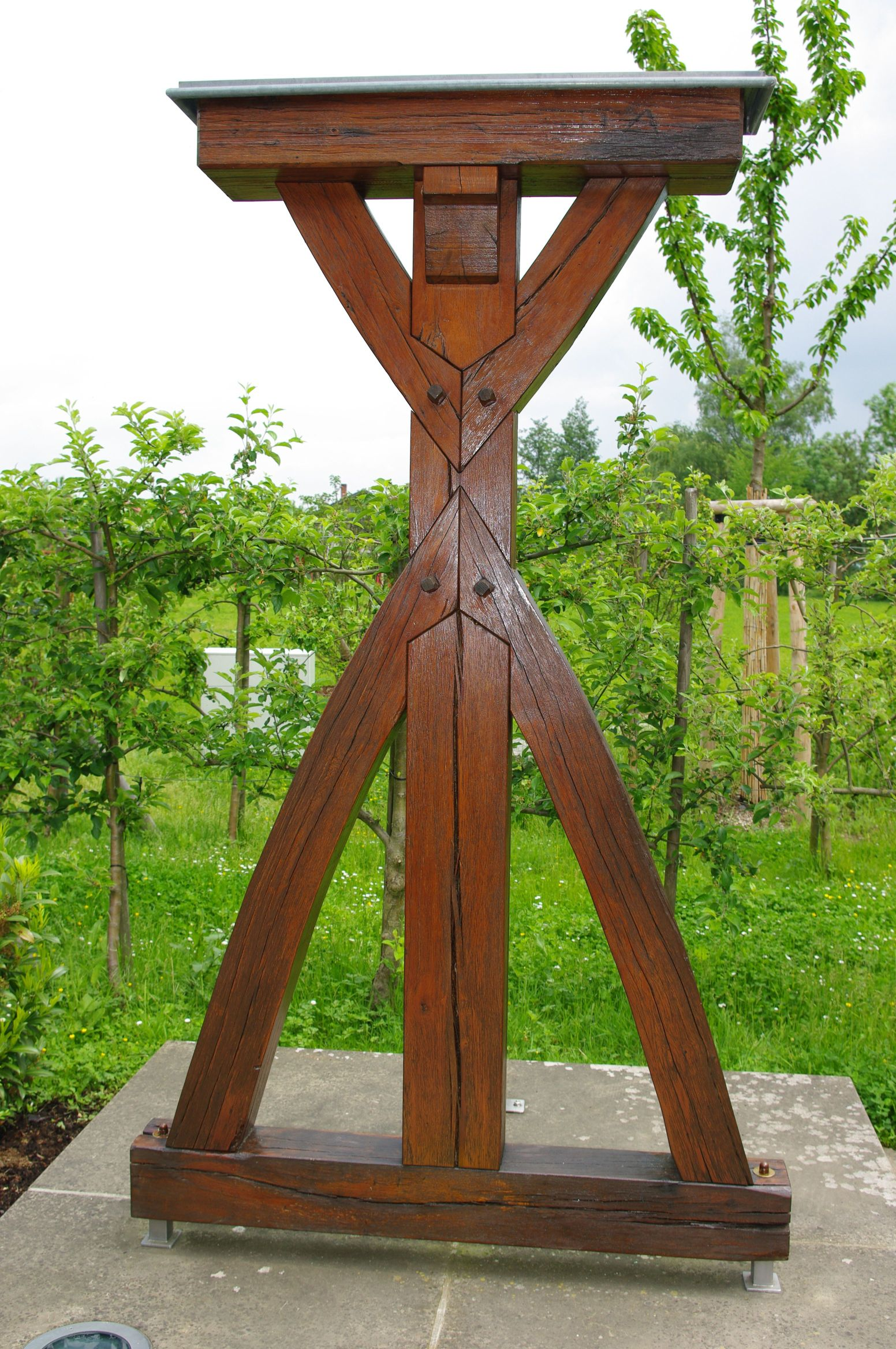
Una figura llamada mujer Alemannic
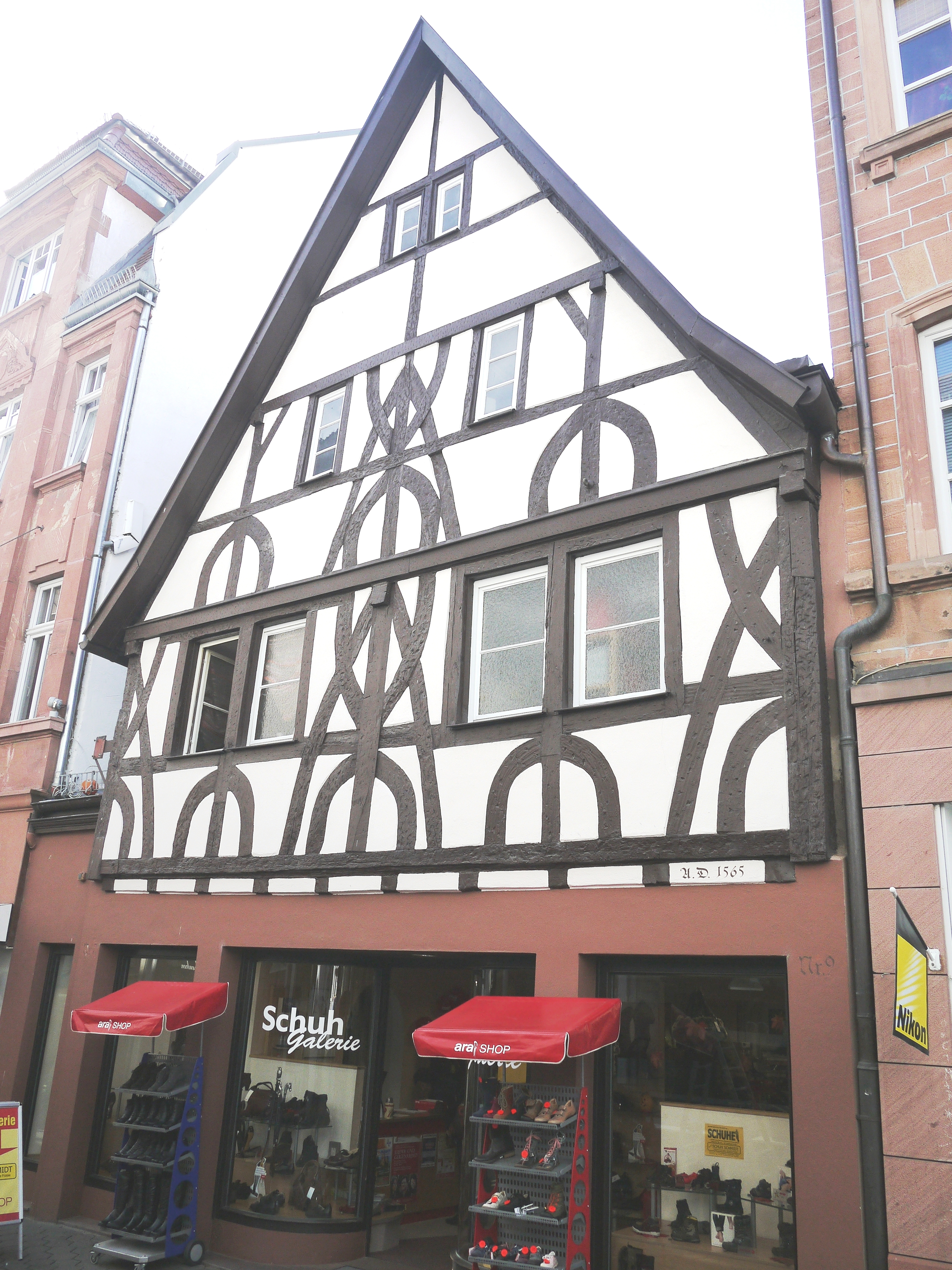
Hombre salvaje (centro), medio hombre (en las esquinas)
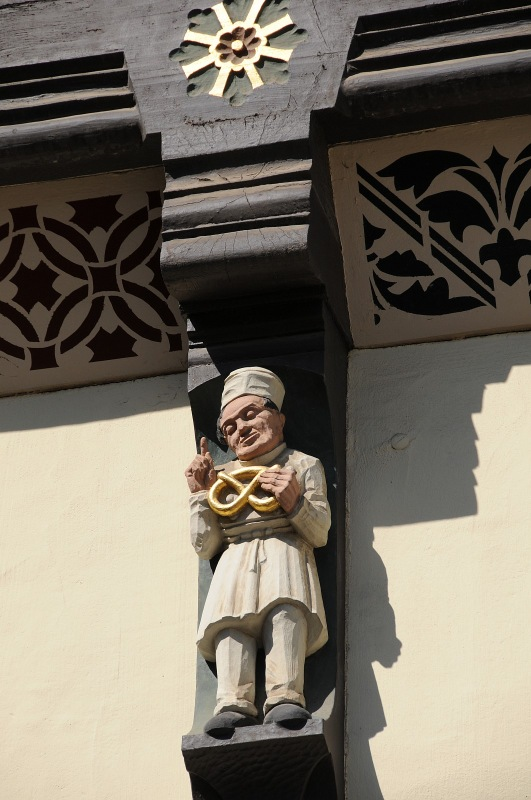
Tallas en relieve adornan algunos edificios con entramado de madera.
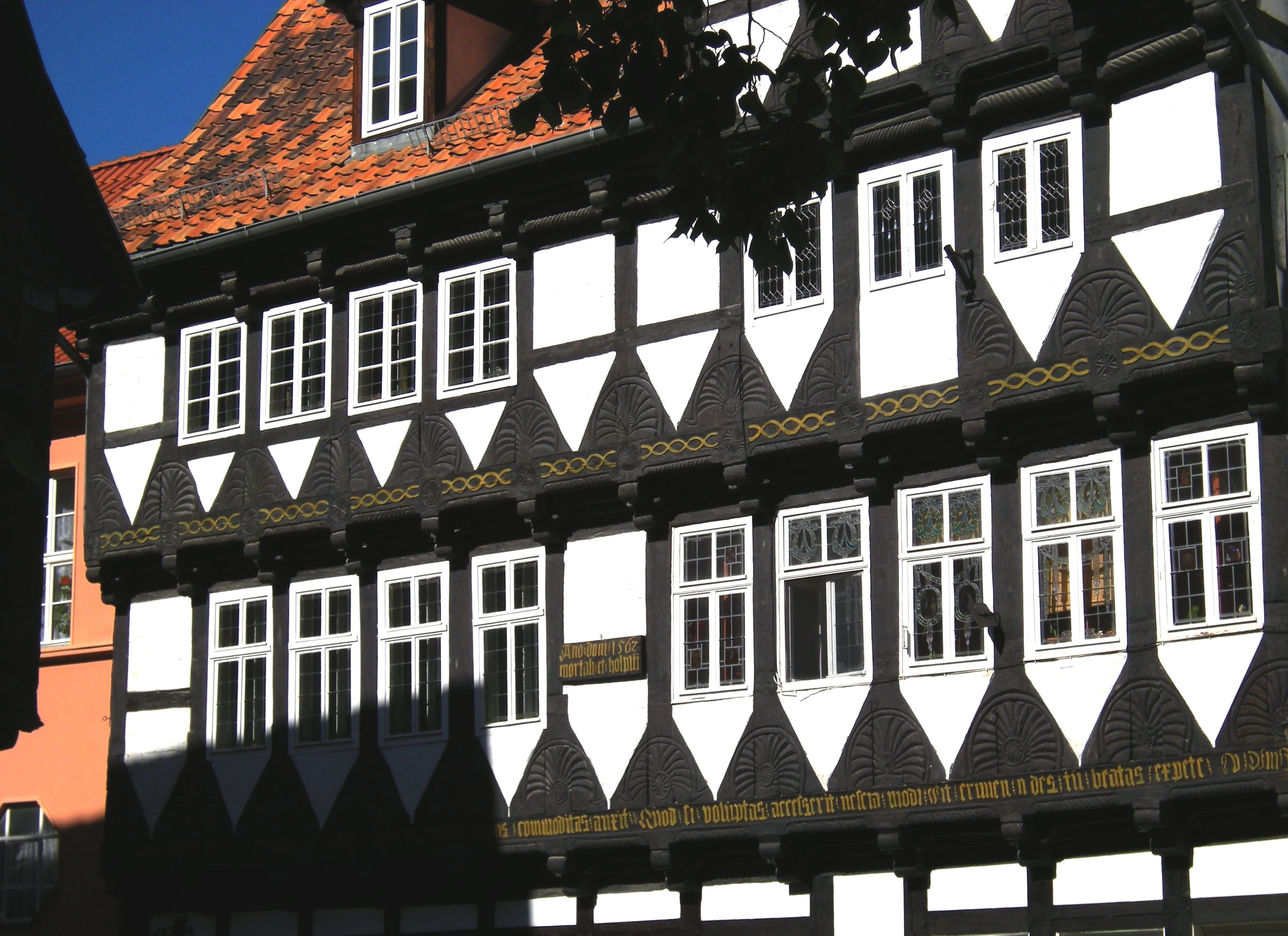
Sonnenscheiben un diseño típico del norte de Alemania.

La colección de elementos en entramado de madera a veces recibe nombres específicos:

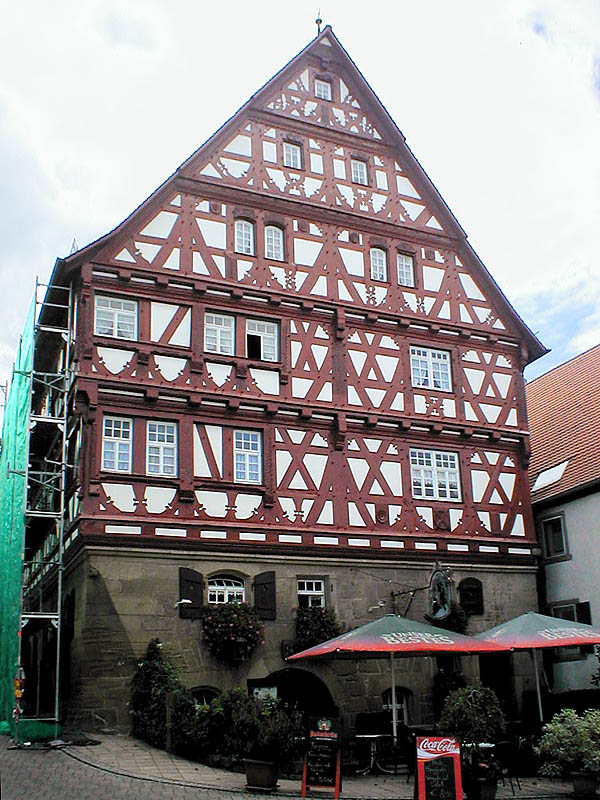
Fachwerk Alto alemán (del año 1582/83 en Eppingen BW)
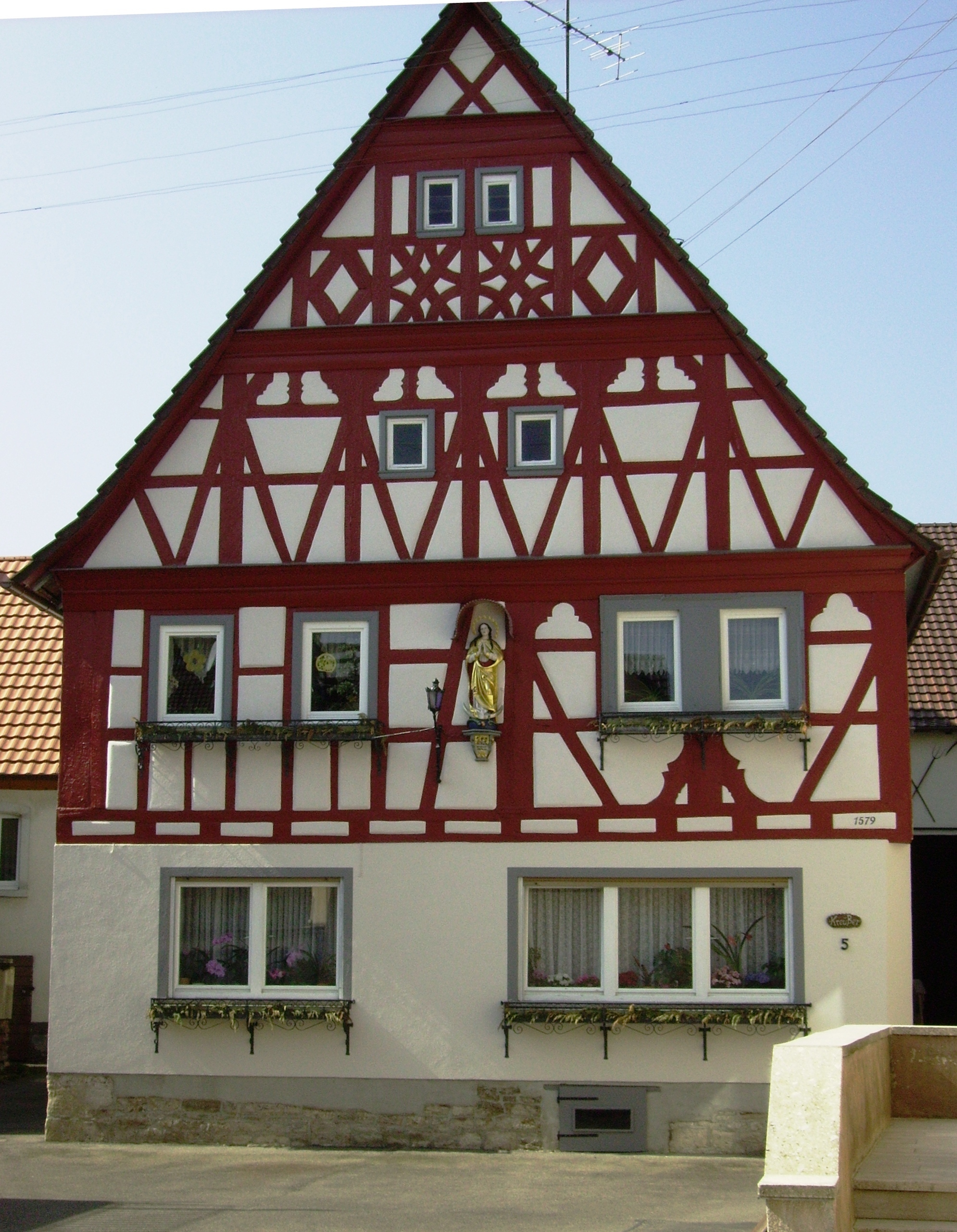
Un ejemplo de Fachwerk en Franconia (Fränkisches Fachwerk). Imagen:I, Metzner
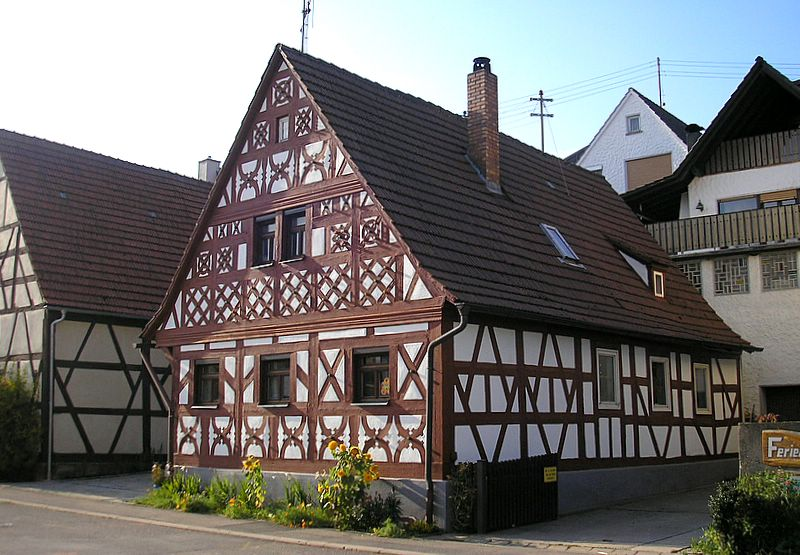
El fachwerk en la Alta Franconia es muy detallado.
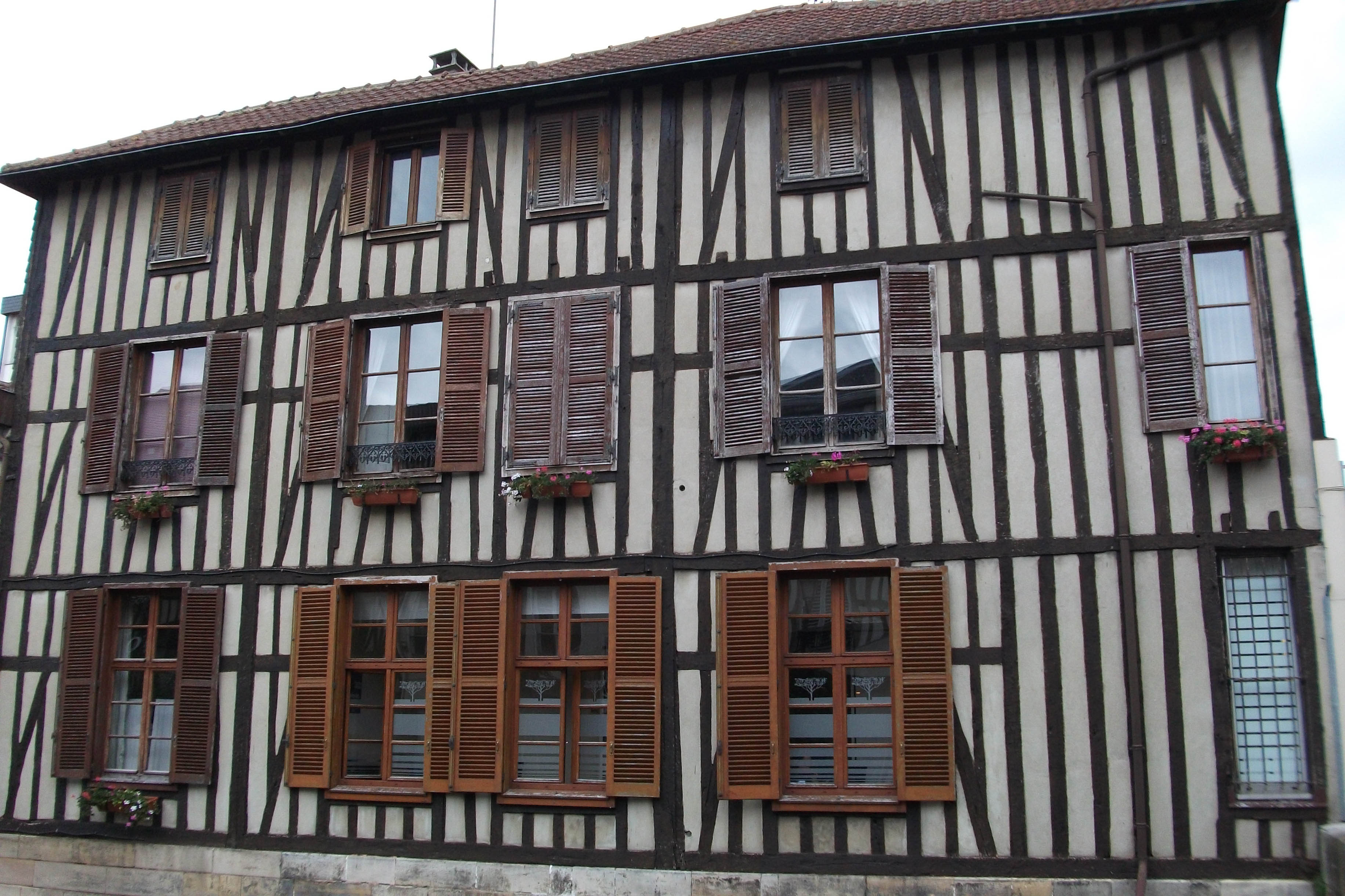
Entramado encontrado en Inglaterra, España y Francia
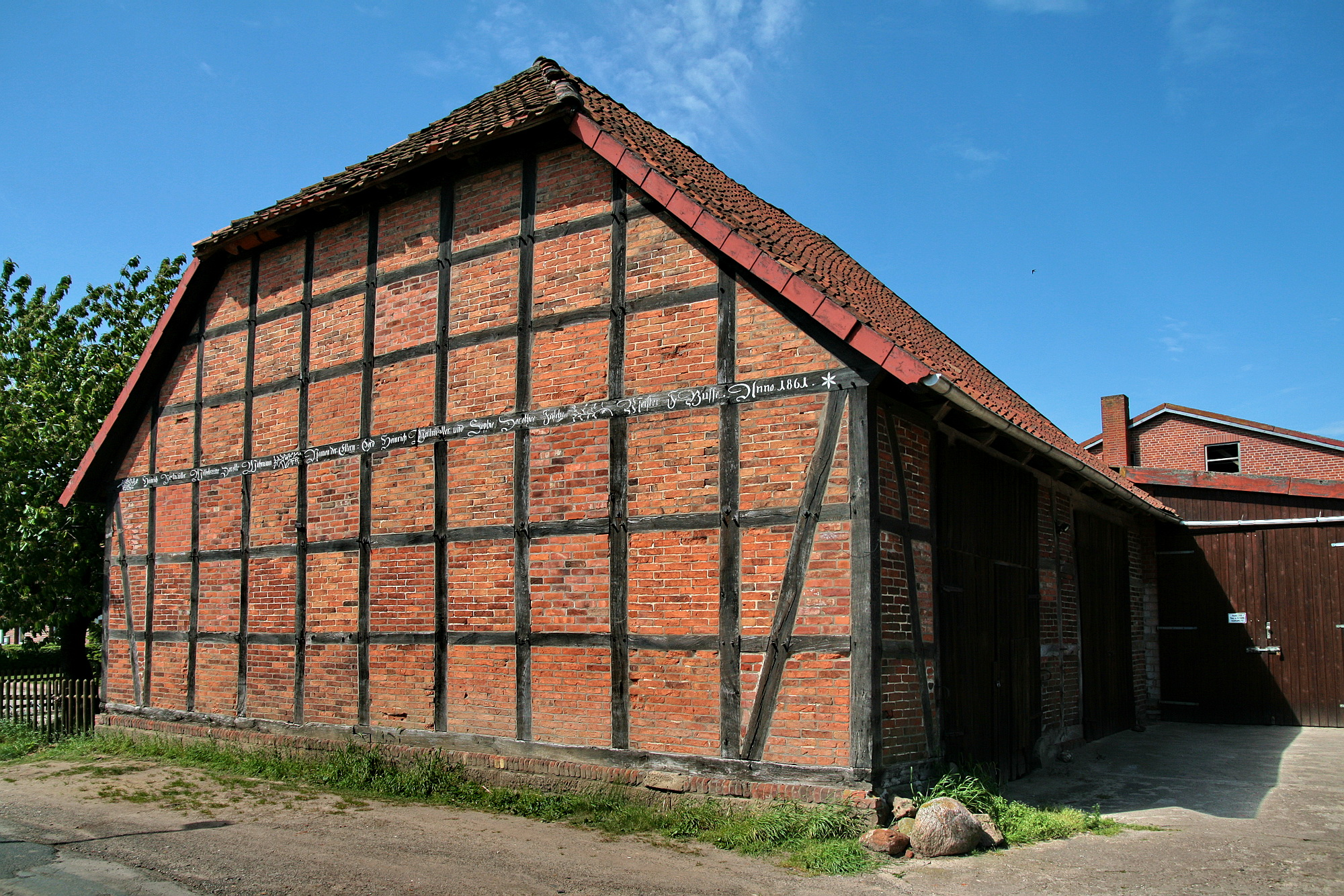
Entramado de madera de panel cuadrado con relleno de ladrillo cocido: Paneles cuadrados es típico de la Fachhallenhaus y lo podemos encontrar en Inglaterra.
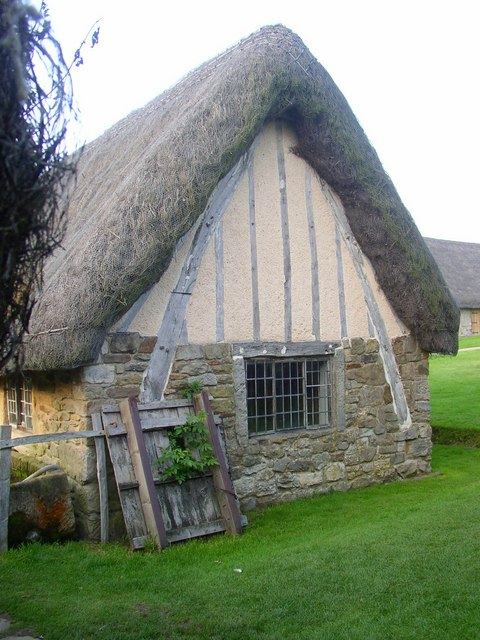
La estructura de Cruck se puede construir con paredes de entramado de madera. Esta casa se encuentra en el Museo Folclórico de Ryedale en Inglaterra

### Ejemplo más antiguo de cuajado de entramados
El edificio con cuajado de entramado de madera más antiguo que se conoce se llama la Casa del opus craticum. Fue enterrado por la erupción del Monte Vesubio en el año 79 dC en Herculano, Italia. Opus craticum fue mencionado por Vitruvio en sus libros sobre arquitectura como una estructura de madera con relleno de adobe. Sin embargo, el mismo término se usa para describir los entramados de madera con un relleno de escombros de piedra colocados en un mortero que los romanos llamaban opus incertum.

## Estructura

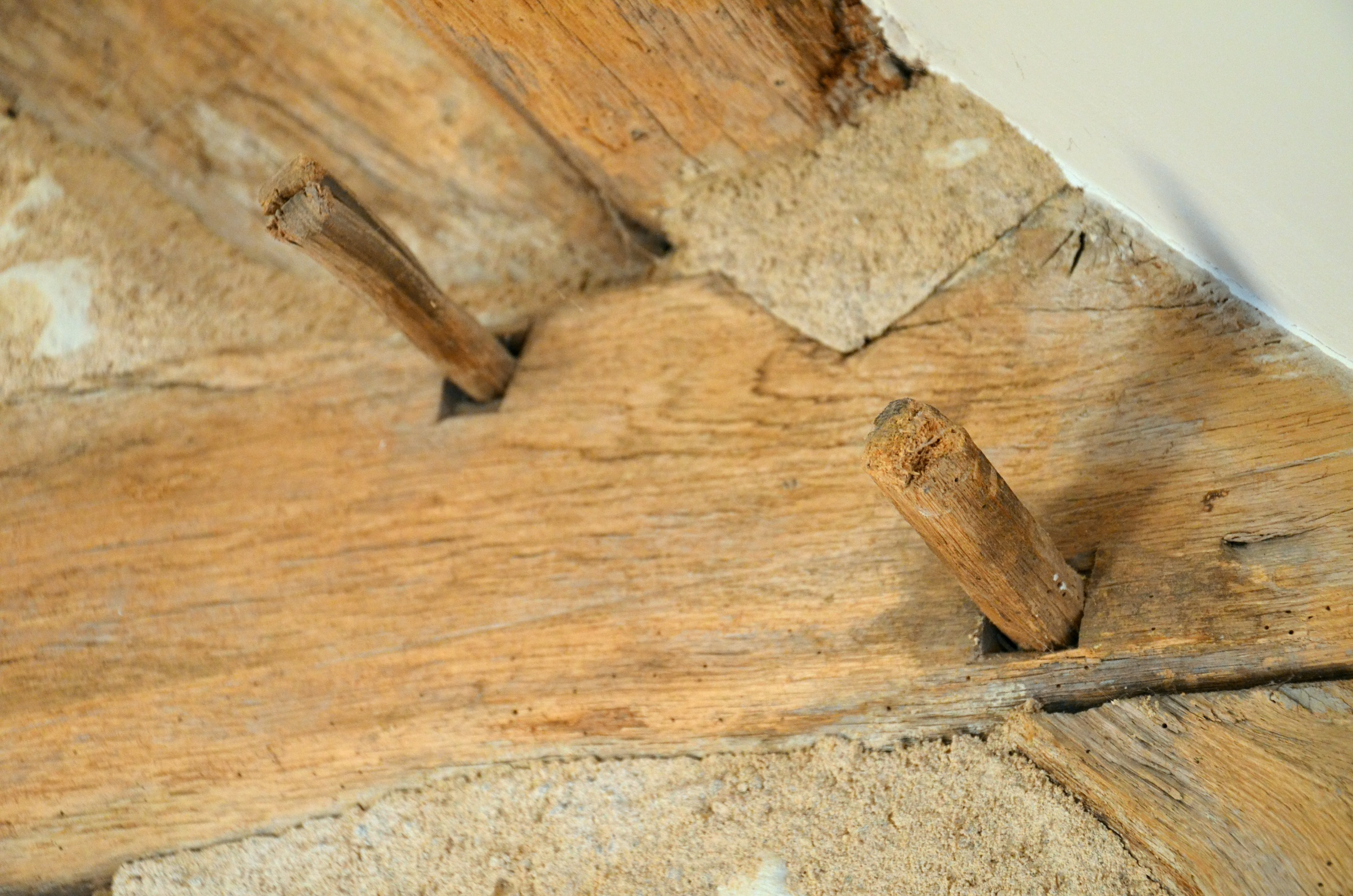
Articulaciones en un antiguo techo francés; las clavijas de madera mantienen unidas la carpintería de mortaja y espiga.

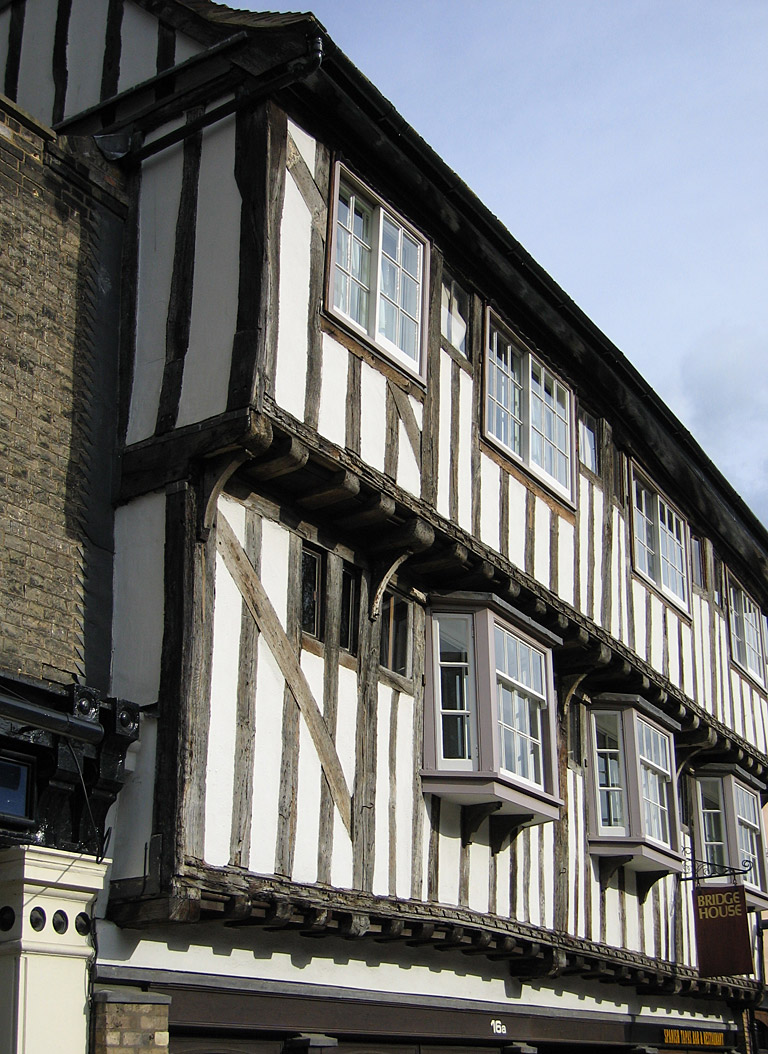
Entramado colgado, los pisos superiores de una casa adosada de un pueblo inglés con entramado de madera, los voladizos claramente visibles

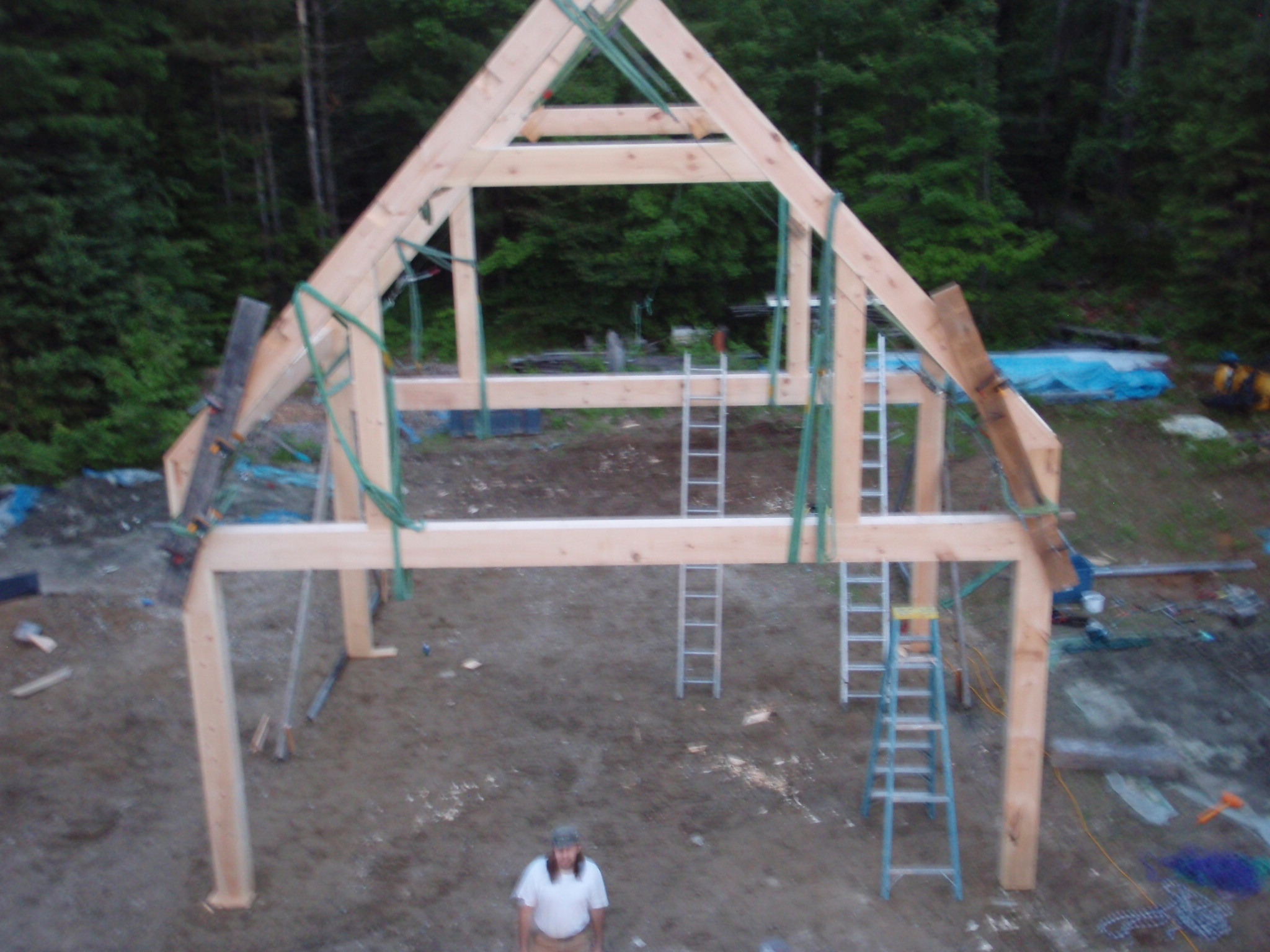
Esta es una parte de un entramado de madera, antes de insertar las clavijas.

El entramado de madera tradicional es el método de crear estructuras entramadas de madera pesada unida con varias juntas, comúnmente y originalmente con juntas de traslape, y luego juntas de mortaja y espiga con clavijas. El arriostramiento diagonal se utiliza para evitar el "desplazamiento" o el movimiento de vigas o postes verticales estructurales.
Originalmente, los maestros carpinteros alemanes (y otros) clavaban las uniones con un margen de aproximadamente 1 pulgada (25 mm), suficiente espacio para que la madera se moviera mientras se 'curaba', luego cortaban las clavijas y clavaban la viga completamente en su lugar de encaje.
Para hacer frente a tamaños y formas variables de maderas talladas (con azuela o hacha) y aserradas, se emplearon dos métodos principales de carpintería: carpintería de escriba y carpintería de regla cuadrada.
El rayado o cofia se usó en toda Europa, especialmente desde el siglo XII hasta el siglo XIX, y posteriormente se importó a América del Norte, donde fue común hasta principios del siglo XIX. En un entramado de escribano, los zócalos de madera se diseñan o "hacen a medida" para que se ajusten a sus vigas correspondientes; por lo tanto, cada pieza de madera debe estar numerada (o "escrita").
La carpintería de regla cuadrada se desarrolló en Nueva Inglaterra en el siglo XVIII. Usó juntas alojadas en maderas principales para permitir tirantes y vigas intercambiables. Hoy en día, el tamaño estandarizado de la madera significa que la estructura de madera se puede incorporar a los métodos de producción en masa según la industria de la carpintería, especialmente donde la madera se corta con maquinaria de control numérico computarizado de precisión.

## Entramado colgado o de voladizo
Un entramado colgado es aquel en el que un piso superior que, históricamente, a veces usaba una viga estructural horizontal, apoyada en voladizos, llamada bressummer o 'voladizo bressummer' para soportar el peso del nuevo muro, que se proyecta hacia afuera desde el piso o piso anterior.
En la ciudad de York en el Reino Unido, la famosa calle conocida como The Shambles ejemplifica esto, donde las casas con entramado colgado parecen casi tocarse por encima de la calle.

## Maderos

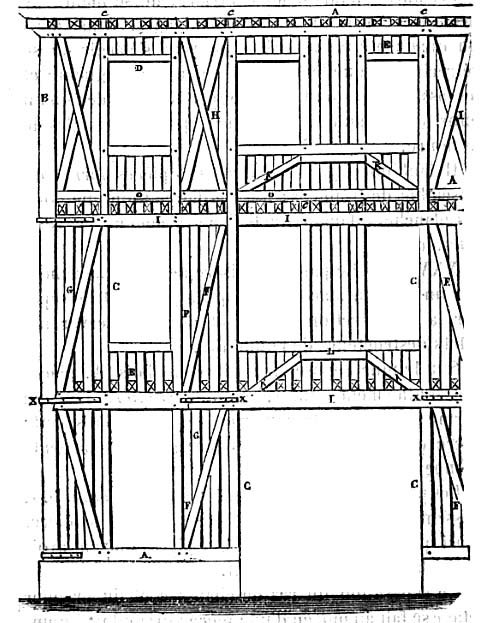
Vocabulario
A : sobrecarrera.
B : Pie derecho o cornijal
C : Jamba.
D : Dintel.
E : Enanos.
F : Riostra.
G : Virotillo.
H : Cruz de San Andrés.
I : carrera
K : Tornapunta.
L : Sopanda.

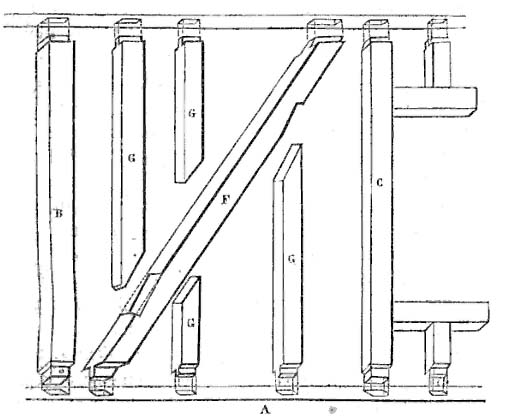
Composición de un panel de entramado

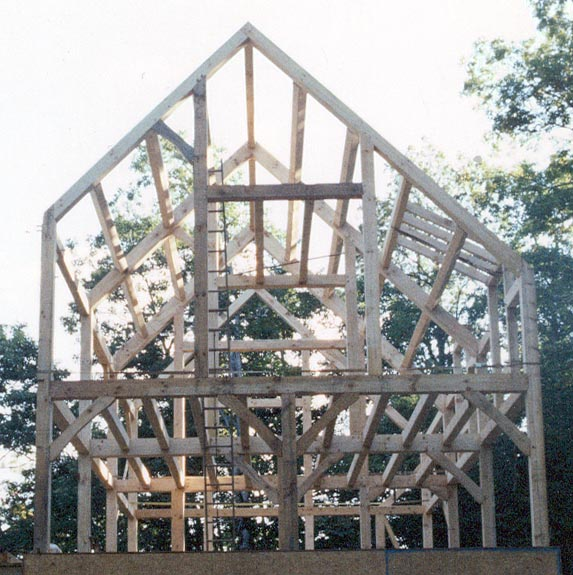
The completed frame of a modern timber-frame house

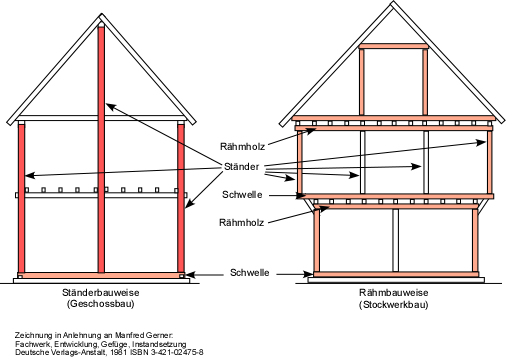
Ridge-post framing (left) and story framing (right, with jetties)

Históricamente, las maderas se habrían tallado en ángulo recto con un hacha de talar y luego se les habría dado un acabado superficial con un hacha ancha. Si era necesario, se aserraban maderas más pequeñas de los tablones tallados con sierras circulares o sierras circulares. Hoy en día, las maderas se aserran más comúnmente con cinta y, a veces, las maderas se pueden cepillar a máquina en los cuatro lados.
Los elementos verticales incluyen:
- Pie derecho (soportes principales y otros montantes principales), también se colocan entre dos carreras consecutivas de modo que carguen sobre él otras piezas. Se denominan cornijal cuando constituyen la esquina del entramado, cuando suelen ser más gruesos.[16]
- montantes (extremidades verticales subsidiarias en paredes entramadas), por ejemplo, montantes cerrados.
- Virotillo o puntal: son de menor tamaño y enlazan las carreras con los elementos inclinados.
- Enano: es una pieza de pequeña longitud que enlaza elementos horizontales como el dintel y la carrera superior o la peana y la solera.

Los elementos horizontales incluyen:
- Soleras (también llamadas soleras o soleras, en la parte inferior de una pared en la que se colocan postes y montantes con espigas),
- Se denominan solera de piso o sobrecarrera cuando va sobre las vigas de un forjado.
- carreras (vigas en la parte superior de las paredes con entramado de madera que soportan las cerchas y las vigas del techo).
- Dintel: Parte superior de puertas, ventanas y otros vanos.
- Peana: Parte inferior de los vanos. En el caso de las puertas se llama umbral

En el entramado en voladizo, los elementos horizontales pueden incluir:
- El bressummer (o breastsummer), en donde la solera principal (pieza horizontal) sobre el que descansa el muro saliente superior, se extiende a lo largo de todo el ancho del muro del voladizo. El bressummer está en voladizo hacia adelante, más allá de la pared debajo de él.
- La viga de dragón que se extiende en diagonal de una esquina a otra y sostiene los postes de las esquinas de arriba y los postes de las esquinas de abajo.
- Las vigas o viguetas del entramado colgado se ajustan a las dimensiones del piso de arriba, pero están en ángulo recto con los pies derechos del entramado colgado que se ajustan a las dimensiones más cortas del "techo" del piso de abajo. Las vigas del voladizo están empotradas a 45° en los lados de las vigas del dragón. Son los componentes principales del sistema en voladizo y determinan hasta dónde se proyecta el embarcadero.
- Las vigas del voladizo están diseñadas para soportar las vigas del entramado colgado. Las vigas del voladizo en sí están soportadas por los postes de las esquinas del piso empotrado debajo mediante tornapuntas.
- La sopanda es un madero o viga colocado debajo de otro para reforzarlo.

Los elementos inclinados incluyen:
- Cerchas (en las cerchas, las vigas inclinadas que forman el entramado triangular en los hastiales y el techo incluyen las tornapuntas, riostras, pares, etc)
- Tornapunta es un pieza fija de madera que, en posición inclinada, entesta con otro elemento para sostenerlo.
- Riostras (vigas inclinadas que brindan soporte adicional entre los miembros horizontales o verticales del entramado de madera)[17]
- Arriostramiento en espiga (un estilo de entramado decorativo y de soporte, generalmente a 45 ° con respecto a las direcciones vertical y horizontal del entramado)
- Cruces de San Andrés: Piezas que se cruzan formando un aspa.

## Construcción de postes y construcción del entramado
Existían dos sistemas diferentes de colocación de postes y montantes:
- En la forma más antigua, llamada construcción de postes, los elementos verticales continúan desde la base hasta el techo. Esta construcción de postes en alemán se llama Geschossbauweise o Ständerbauweise. Es algo similar al método de encuadre de globo común en América del Norte hasta mediados del siglo XX.
- En la forma avanzada, llamada construcción de entramados, cada piso se construye como una caja, y todo el edificio se construye como una pila de tales cajas. Esta construcción de entramado en alemán se llama Rähmbauweise o Stockwerksbauweise.
- El entramado de postes de cumbrera es un entramado de postes y dintel estructuralmente simple y antiguo donde los postes se extienden hasta las vigas de la cumbrera. Los alemanes llaman a esto Firstsäule o Hochstud.

## Historia y tradiciones
Las técnicas utilizadas en el entramado de madera se remontan al Neolítico y se han utilizado en muchas partes del mundo durante varios períodos, como el antiguo Japón, Europa continental y el Neolítico Dinamarca, Inglaterra, Francia, Alemania, España, partes del Imperio Romano y Escocia. Históricamente, la técnica de estructura de madera ha sido popular en las zonas climáticas que favorecen los árboles de madera dura de hoja caduca, como el roble. Sus áreas más septentrionales son los países bálticos y el sur de Suecia. La estructura de madera es rara en Rusia, Finlandia, el norte de Suecia y Noruega, donde la madera alta y recta, como el pino y el abeto, está fácilmente disponible y, en cambio, se prefieren las casas de troncos.
La construcción con entramado de madera en el estilo de construcción vernáculo del norte de Europa es característica de la Dinamarca medieval y moderna temprana, Inglaterra, Alemania y partes de Francia y Suiza, donde la madera era abundante, pero la piedra y las habilidades asociadas para revestir la piedra eran escasas. . En la construcción con entramado de madera, las vigas que se partieron (dividieron) por la mitad proporcionaron el armazón esquelético completo del edificio.
Europa está llena de estructuras con entramado de madera que datan de hace cientos de años, incluidas mansiones, castillos, casas y posadas, cuya arquitectura y técnicas de construcción han evolucionado a lo largo de los siglos. En Asia se encuentran estructuras con entramado de madera, muchas de ellas templos.
Algunas carpinterías romanas conservadas en capas anóxicas de arcilla en sitios de villas romano-británicas demuestran que la sofisticada carpintería romana tenía todas las técnicas necesarias para esta construcción. Los primeros edificios con entramado de madera (franceses) que se conservan datan del siglo XII.
Los museos al aire libre son recursos importantes para el estudio y la apreciación de los métodos de construcción histórica.

### Ceremonia de culminación
La ceremonia de culminación es un rito de constructores, una antigua tradición que se cree que se originó en Escandinavia alrededor del año 700 d. C. En los EE. UU., una rama o un árbol pequeño se une a la parte superior del entramado de madera después de que el entramado está completo como celebración. Históricamente, era común que el maestro carpintero pronunciara un discurso, brindara y luego rompiera el vidrio. En el norte de Europa, se usa más comúnmente una corona hecha para la ocasión en lugar de una rama. En Japón, el "levantamiento de la cresta" es una ceremonia religiosa llamada jotoshiki. En Alemania, se llama Richtfest.

### Marcas de carpinteros
Las marcas de carpintero son marcas dejadas en las vigas de los edificios de madera durante la construcción.
- Se utilizaron marcas de ensamblaje para identificar las maderas individuales. Las marcas de montaje incluyen numeración para identificar las piezas del entramado. La numeración puede ser similar a los números romanos, excepto que el número cuatro es IIII y el nueve es VIIII. Estas marcas se cincelan, se cortan con un cuchillo de carrera (una herramienta para cortar líneas y círculos en la madera), o cortes de sierra. La numeración también puede estar en números indo-arábigos que a menudo se escriben con un lápiz de grasa o crayón rojo. Los carpinteros alemanes y franceses hicieron algunas marcas únicas. (Abbundzeichen (marcas de montaje alemanas)).
- Las marcas de diseño que quedaron del marcado identifican el lugar donde cortar las juntas y perforar los agujeros de las clavijas; los carpinteros también marcaban la ubicación en una madera donde la habían nivelado, como parte del proceso de construcción, y las llamaron "líneas de nivel"; a veces hacían una marca a dos pies de una ubicación crítica, que luego se llamaba "marca de dos pies". Estas marcas generalmente se rascan en la madera con una herramienta similar a un punzón hasta más tarde en el siglo XIX, cuando comenzaron a usar lápices.
- Ocasionalmente, los carpinteros o propietarios marcaban una fecha y/o sus iniciales en la madera, pero no como los mazoneros que dejaban marcas de cantero.
- Las tablas en el edificio pueden tener "marcas de conteo" cortadas en ellas, que eran números que se usaban para realizar un seguimiento de las cantidades de madera (viga).
- Otras marcas en edificios antiguos se denominan "marcas rituales" y a menudo eran signos que los ocupantes sentían que los protegerían de cualquier daño.

### Herramientas
Muchas herramientas manuales históricas utilizadas por los armadores de madera durante miles de años tienen similitudes, pero varían en forma. Las herramientas eléctricas estuvieron disponibles por primera vez en la década de 1920 en los EE. UU. y continúan evolucionando.

## Tradición alemana (Fachwerkhäuser)
Alemania tiene varios estilos de entramado de madera, pero probablemente el mayor número de edificios con entramado de madera del mundo se encuentran en Alemania y en Alsacia (Francia). Hay muchas ciudades pequeñas que escaparon tanto de los daños de la guerra como de la modernización y consisten principalmente, o incluso en su totalidad, en casas de entramado de madera.
La ruta alemana de Estructuras de Madera (Deutsche Fachwerkstraße) es una ruta turística que conecta ciudades con notables fachwerk. Tiene más de 2000 km (1200 millas) de largo y cruza Alemania a través de los estados de Baja Sajonia, Sajonia-Anhalt, Hesse, Turingia, Baviera y Baden-Württemberg.
Algunas de las ciudades más destacadas (entre muchas) incluyen: Quedlinburg, una ciudad incluida en la lista de la UNESCO, que tiene más de 1200 casas con entramado de madera que abarcan cinco siglos; Goslar, otra ciudad incluida en la lista de la UNESCO; Hanau-Steinheim (hogar de los hermanos Grimm); Mala Urach; Eppingen ("ciudad romántica" con una iglesia con entramado de madera que data de 1320); Mosbach; Vaihingen an der Enz y la cercana abadía de Maulbronn, declarada Patrimonio de la Humanidad por la UNESCO; Schorndorf (lugar de nacimiento de Gottlieb Daimler); Calw; Celle; y Biberach an der Riß con el complejo medieval más grande, el Holy Spirit Hospital y uno de los edificios más antiguos del sur de Alemania, ahora el Braith-Mali-Museum, que data del año 1318.
Los estilos de construcción de fachwerk alemanes son extremadamente variados con una gran cantidad de técnicas de carpintería que están altamente regionalizadas. Las leyes de planificación alemanas para la preservación de edificios y la preservación de la arquitectura regional dictan que una casa con entramado de madera debe ser auténtica para los diseños regionales o incluso específicos de la ciudad antes de ser aceptada.
A continuación se ofrece una breve descripción general de los estilos, ya que es imposible incluirlos por completo.
En general, los estados del norte tienen un fachwerk muy similares a los de los cercanos Países Bajos e Inglaterra, mientras que los estados más al sur (sobre todo Baviera y Suiza) tienen más decoración con madera debido a las mayores reservas forestales en esas áreas. Durante el siglo XIX, una forma de armazón de madera decorativa llamada bundwerk se hizo popular en Baviera, Austria y Tirol del Sur.
El fachwerkhaus alemán generalmente tiene una base de piedra, o a veces ladrillo, quizás hasta varios pies (un par de metros) de altura, en la que se empotra el entramado de madera o, más raramente, lo sostiene una solera de madera irregular.
Las tres formas principales se pueden dividir geográficamente:
- Alemania centro-occidental y Franconia:
  - En las casas de madera de Alemania Centro-Occidental y Franconia (particularmente en el Rin Central y Mosela): las ventanas se encuentran más comúnmente entre los rieles de las peanas y los dinteles.
- En el norte de Alemania, Alemania Central y Alemania Oriental:
  - En Sajonia y alrededor de las estribaciones de Harz, los tirantes angulares a menudo forman triángulos completamente extendidos.
  - Las casas de Baja Sajonia tienen una viga para cada poste.
  - Las casas con fachwerk de Holstein son famosas por sus enormes vigas de 30 cm (12 pulgadas).
- Sur de Alemania, incluidos los bosques negro y bohemio
  - En Suabia, Württemberg, Alsacia y Suiza, se cree que el uso de juntas traslapadas en media madera es el método más antiguo para conectar las carreras y las vigas de unión y se identifica particularmente con Suabia. Una innovación posterior (también pionera en Suabia) fue el uso de espigas: los constructores dejaban secar las maderas que se mantenían en su lugar con clavijas de madera (es decir, espigas). Las vigas se colocaron inicialmente con las espigas a una pulgada o dos fuera de la posición prevista y luego se llevaron a casa después de estar completamente secas.

El rasgo más característico es el espaciado entre los postes y la colocación alta de las ventanas. Los paneles están encerrados por una solera, pies derechos y una carrera, y están atravesados por dos rieles entre los cuales se colocan las ventanas, como "dos ojos mirando hacia afuera".
Además, hay una miríada de volutas regionales y diseños de calados de las grandes vigas (tirantes) que no soportan carga propias de pueblos o ciudades particularmente ricos.
En la región donde se unen las fronteras de Alemania, la República Checa y Polonia, se puede encontrar un tipo único de casa con estructura de madera: se llama casa de la Alta Lusacia (Umgebindehaus, se traduce como casa con estructura redonda). Este tipo tiene un entramado de madera que rodea una estructura de troncos en parte de la planta baja.

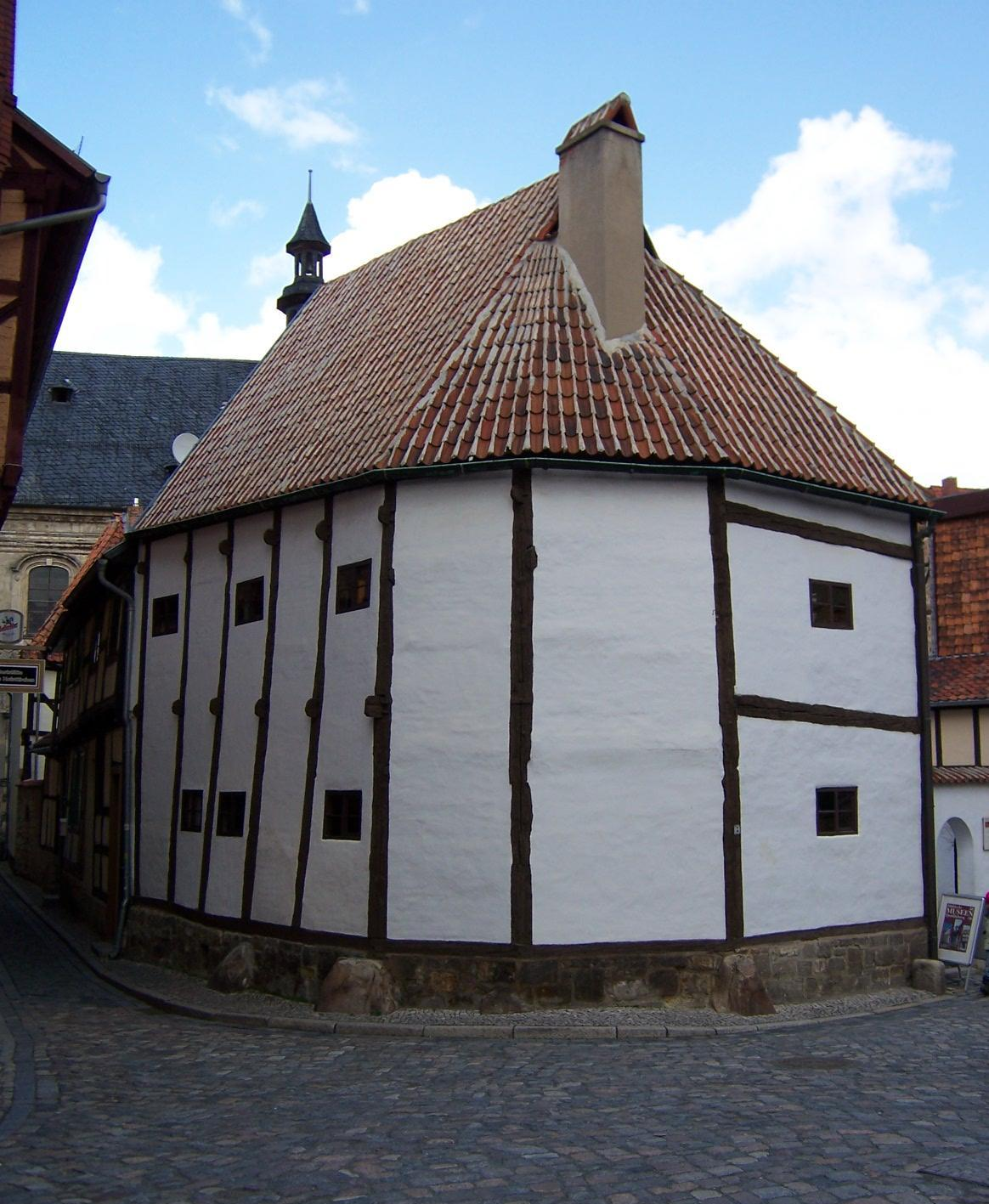
Ständerbau en Quedlinburg (Alemania), Wordgasse 3, construido en 1346; en el pasado sugerida como la casa con estructura de madera más antigua de Alemania; hoy en día solo se conocen 3 casas más antiguas en Quedlinburg.
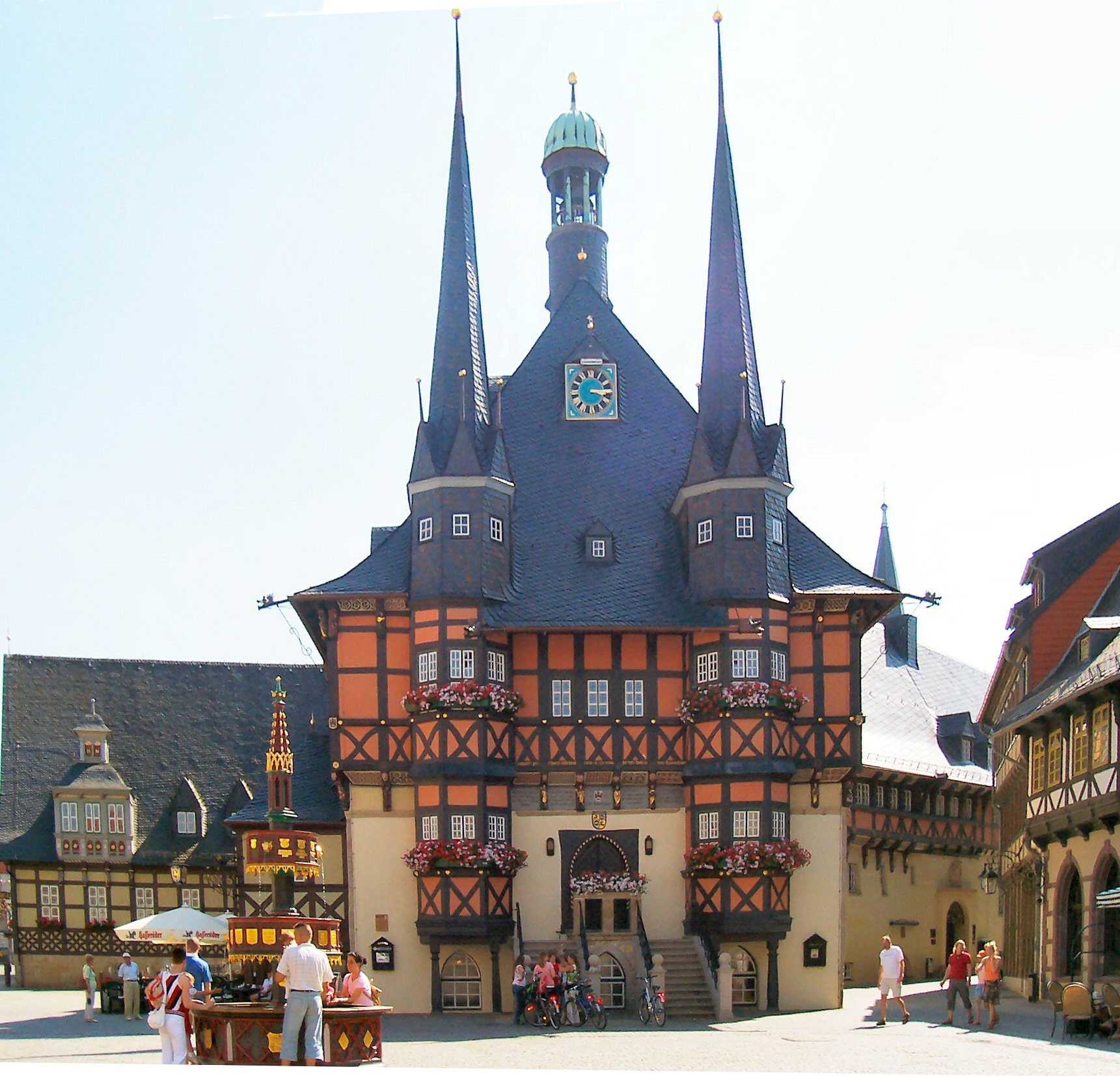
Ayuntamiento de estructura de madera de Wernigerode
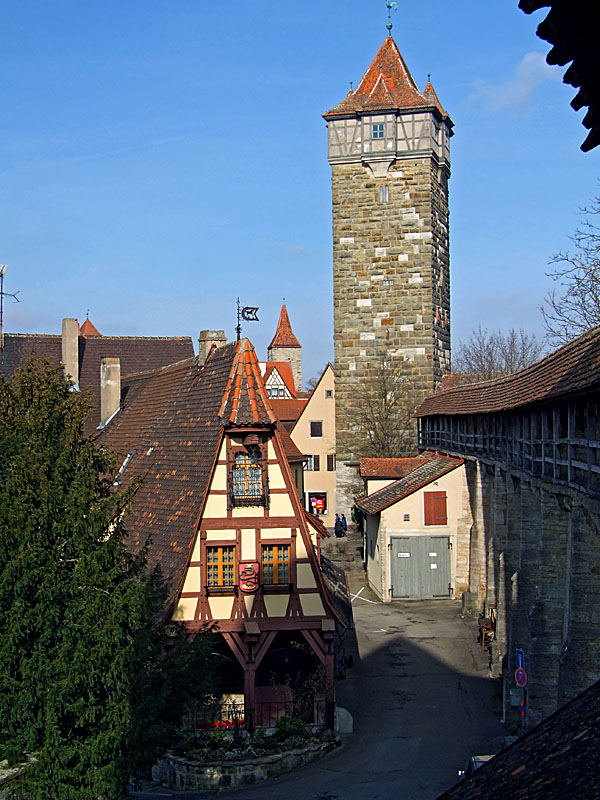
Casa en Rothenburg (Baviera)
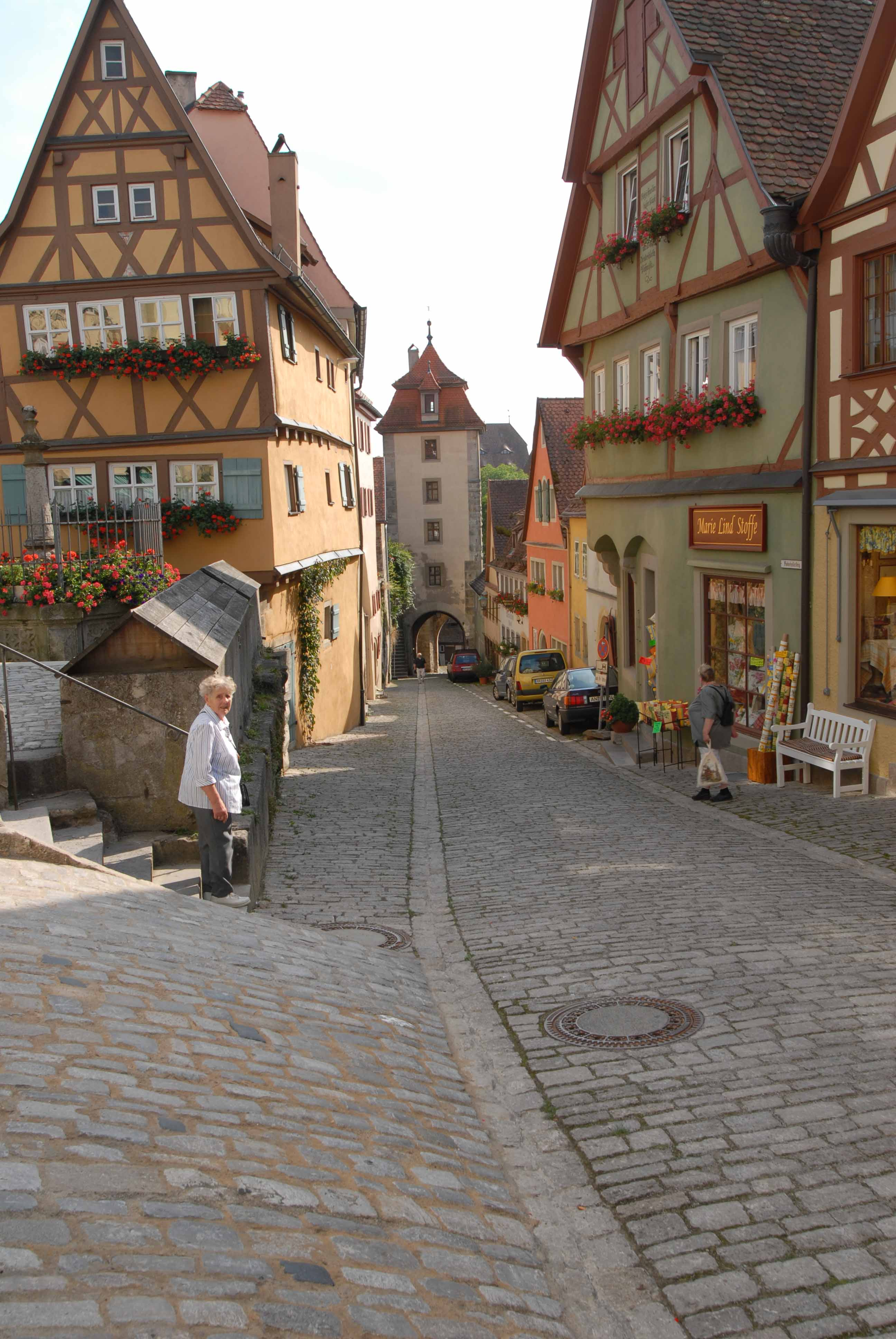
El Plönlein (es decir, pequeño lugar), el conjunto de estructuras de madera conocido en todo el mundo, como el extremo sur del casco antiguo de Rothenburg
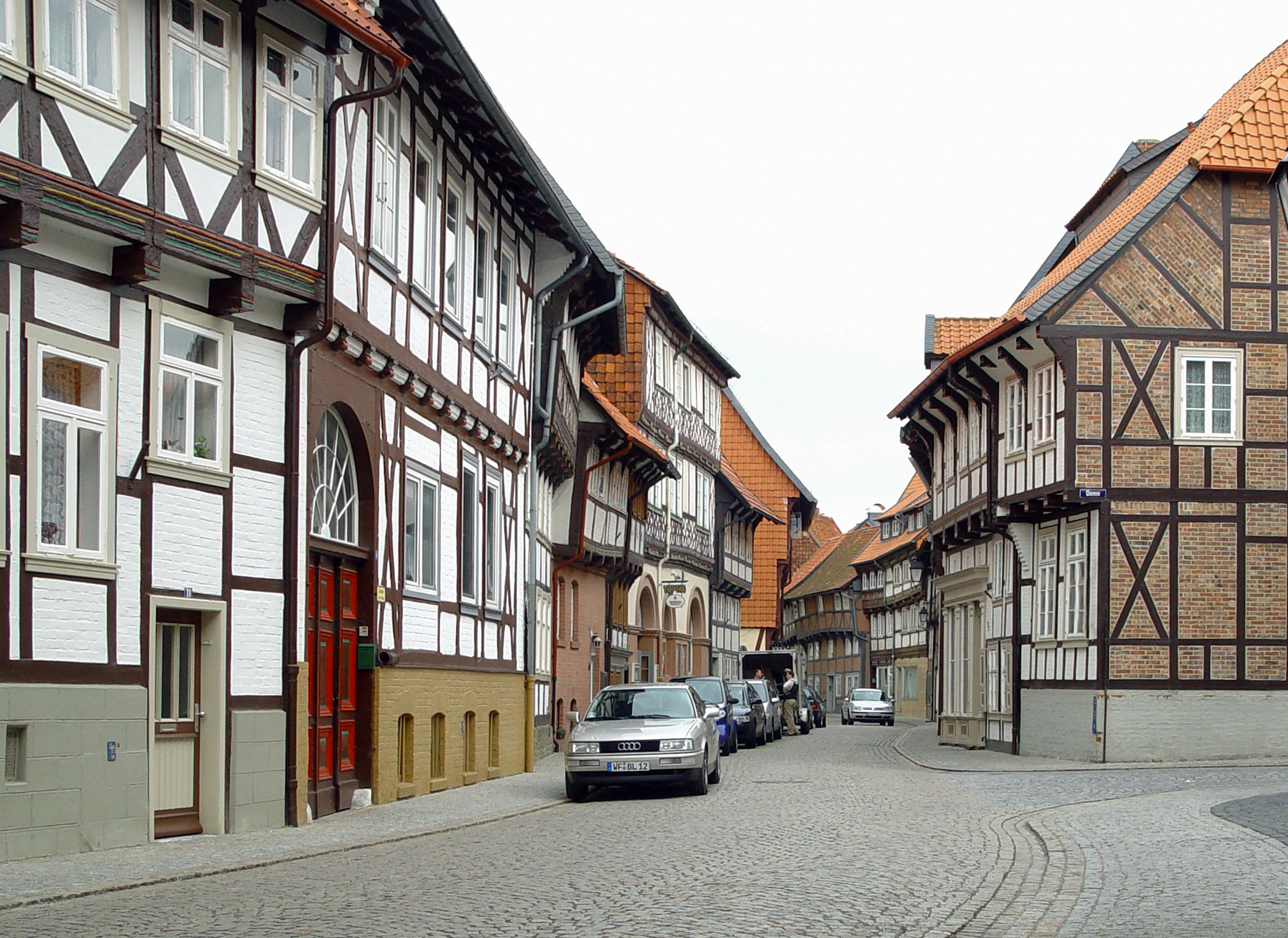
Edificios en Hornburg
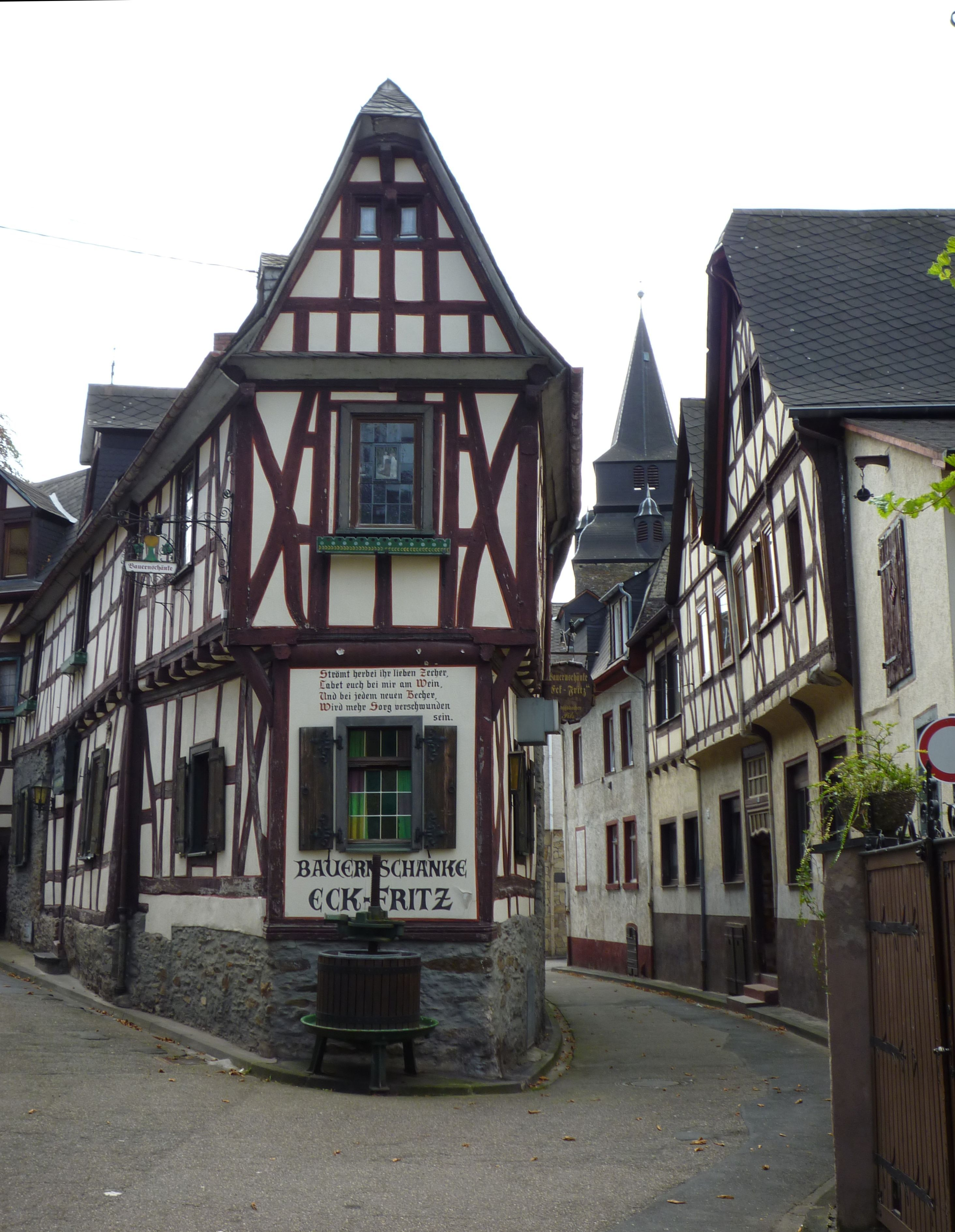
Edificios en Braubach, primera mitad del siglo XVI.
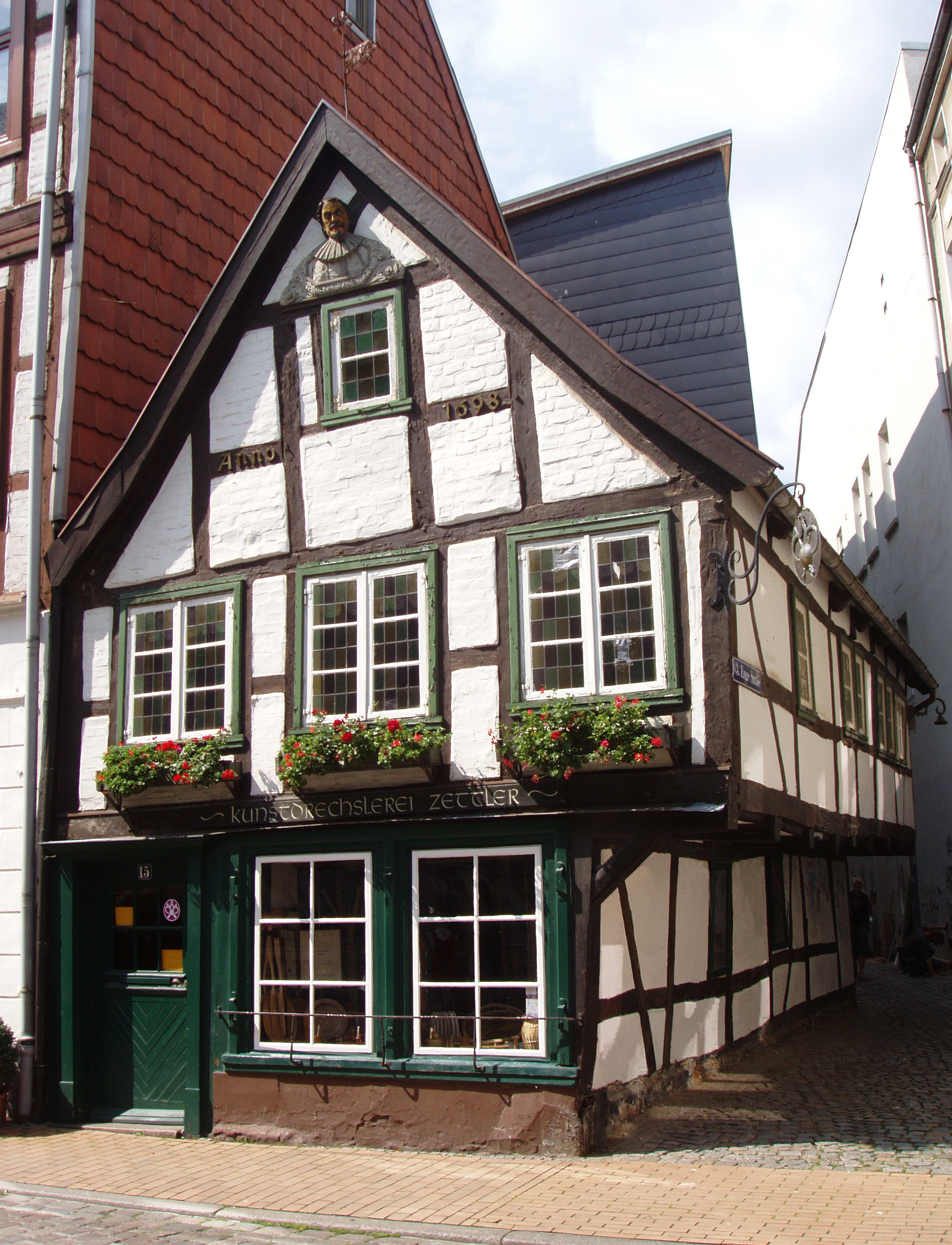
Casa en Schwerin, construida en 1698
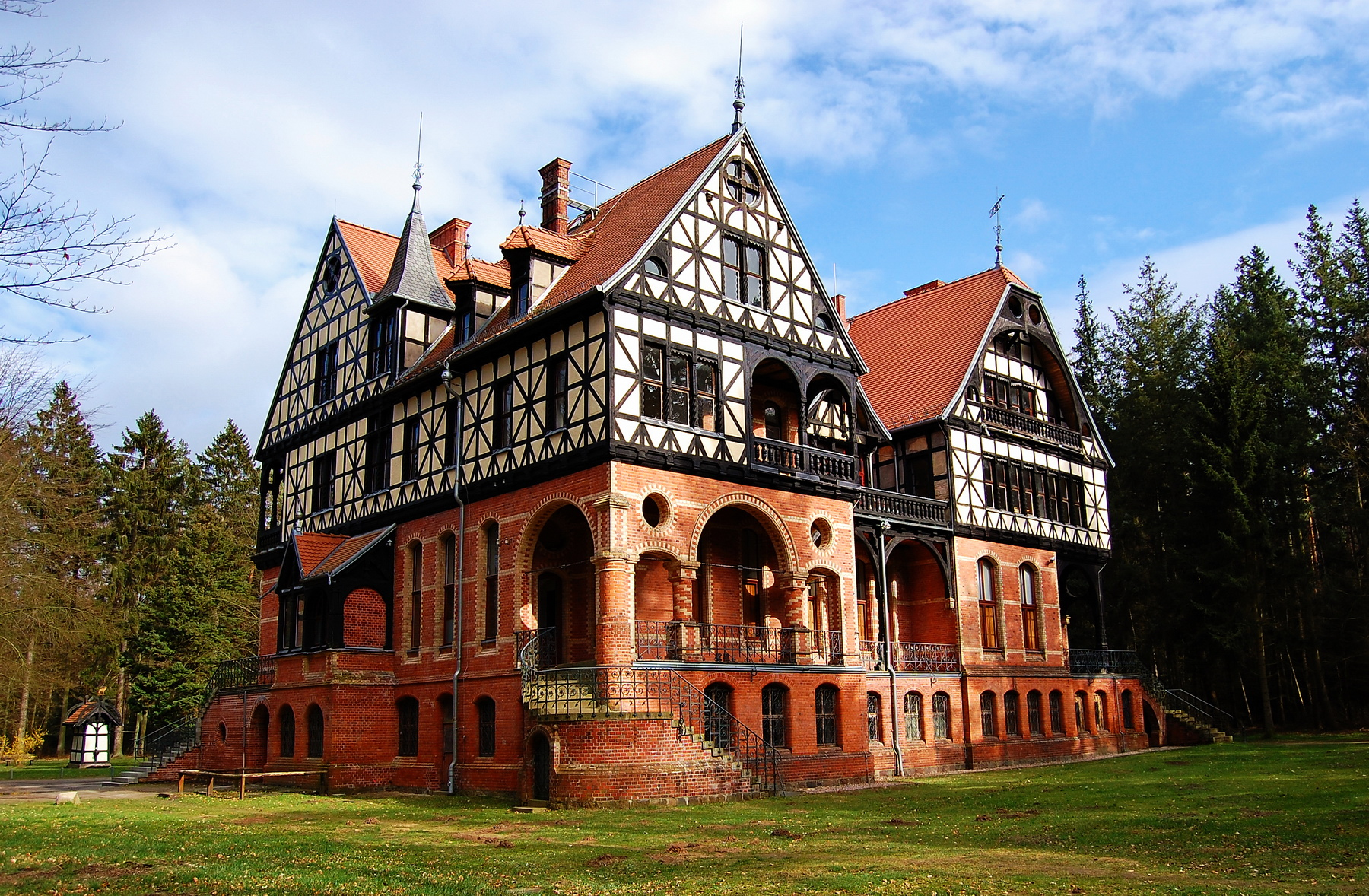
Castillo de Gelbensande, un pabellón de caza construido en 1887 cerca de Rostock
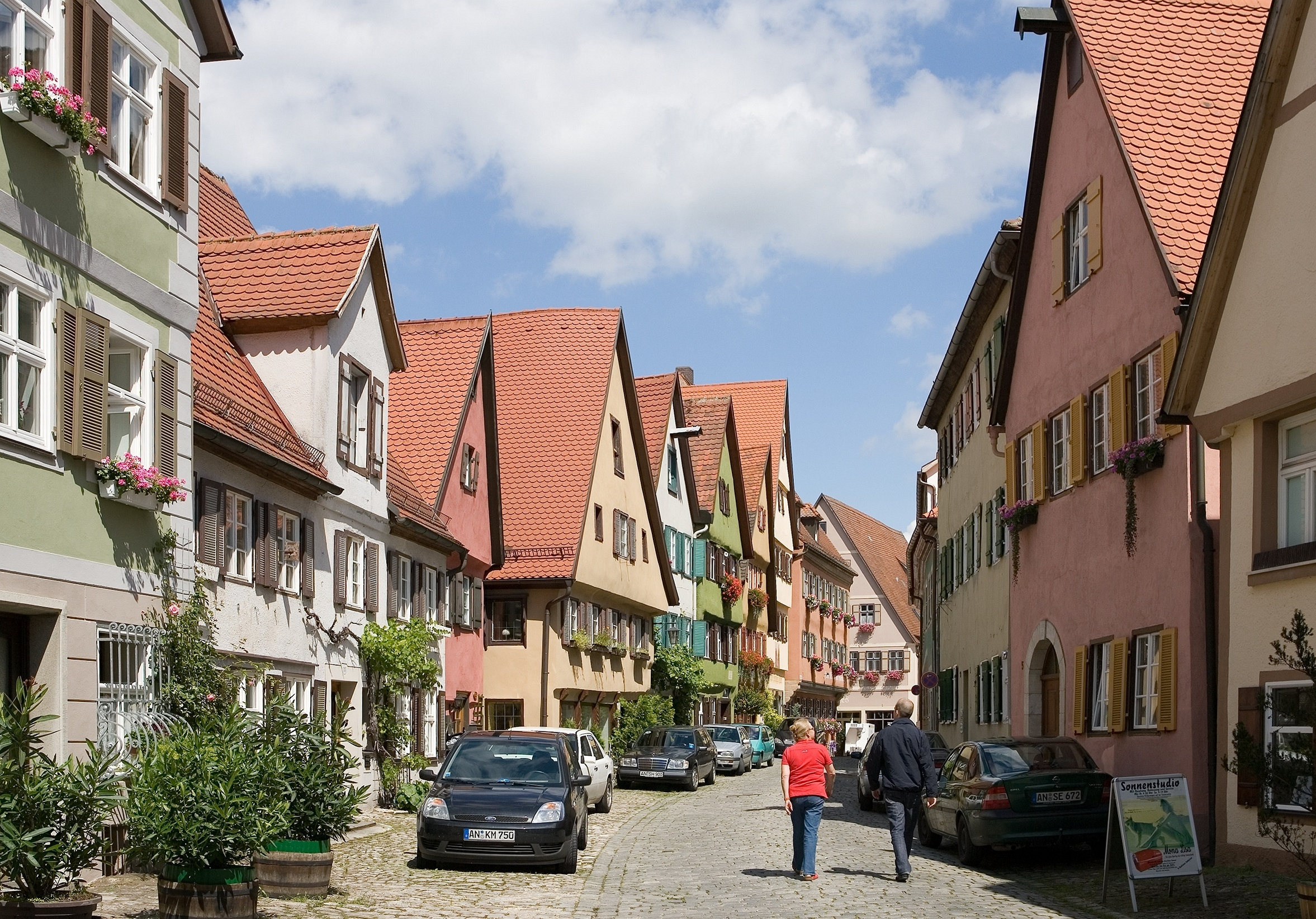
Las casas con entramado de madera en Dinkelsbühl tienen en su mayoría fachadas enlucidas y pintadas.
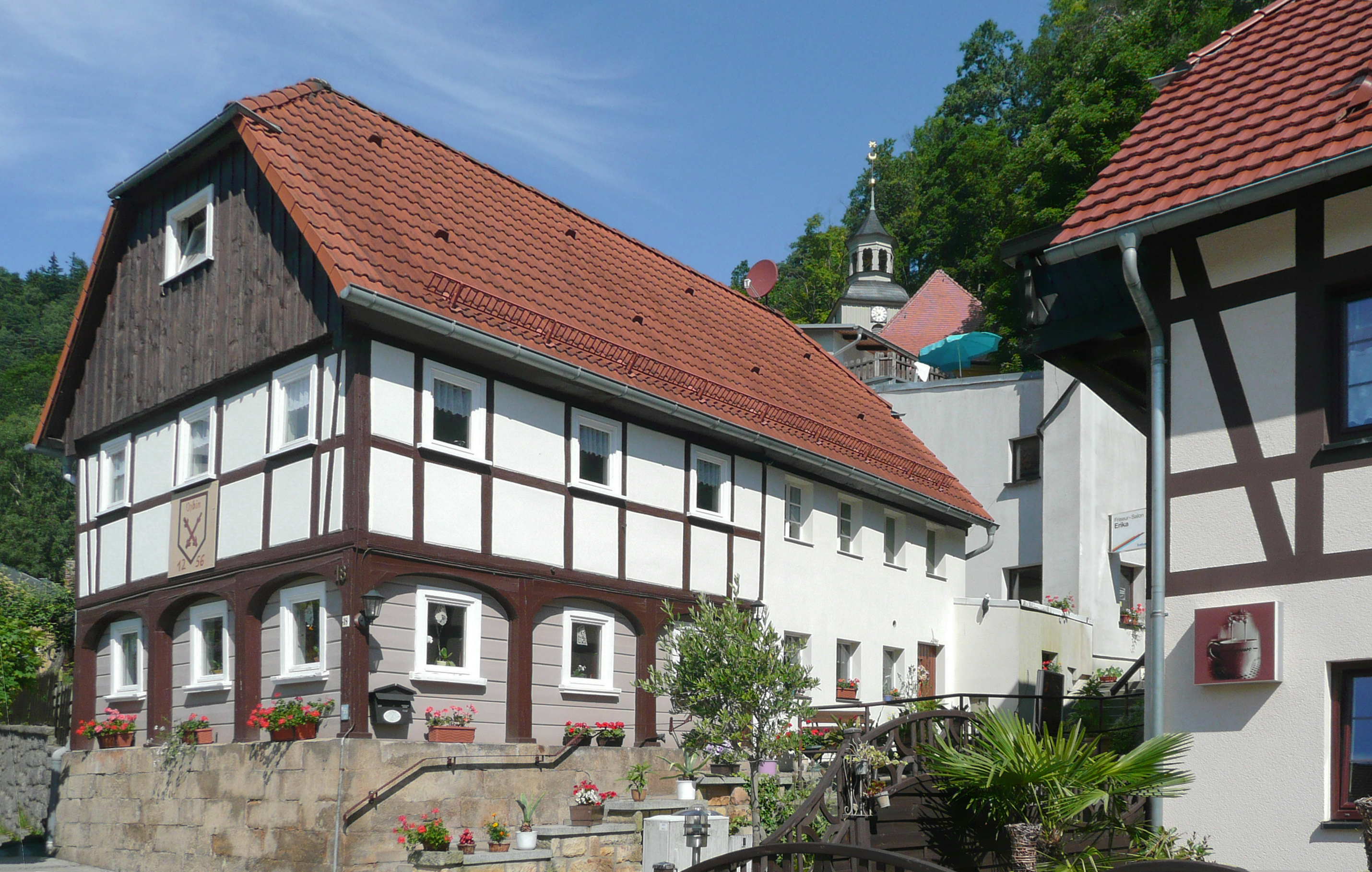
Una Umgebindehaus en Oybin (Sajonia). El entramado de madera está fuera de una pared de troncos en la planta baja.
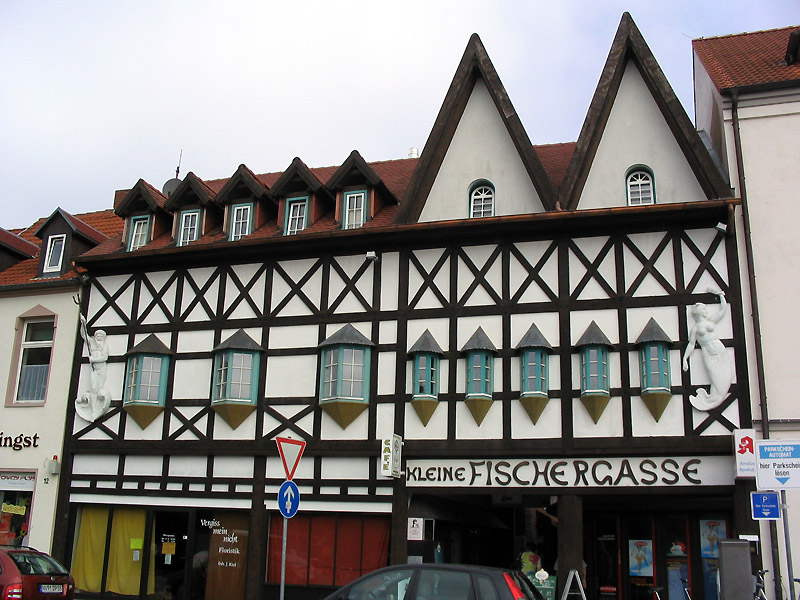
Estructura de madera del siglo XX en Ribnitz (Mecklenburg)
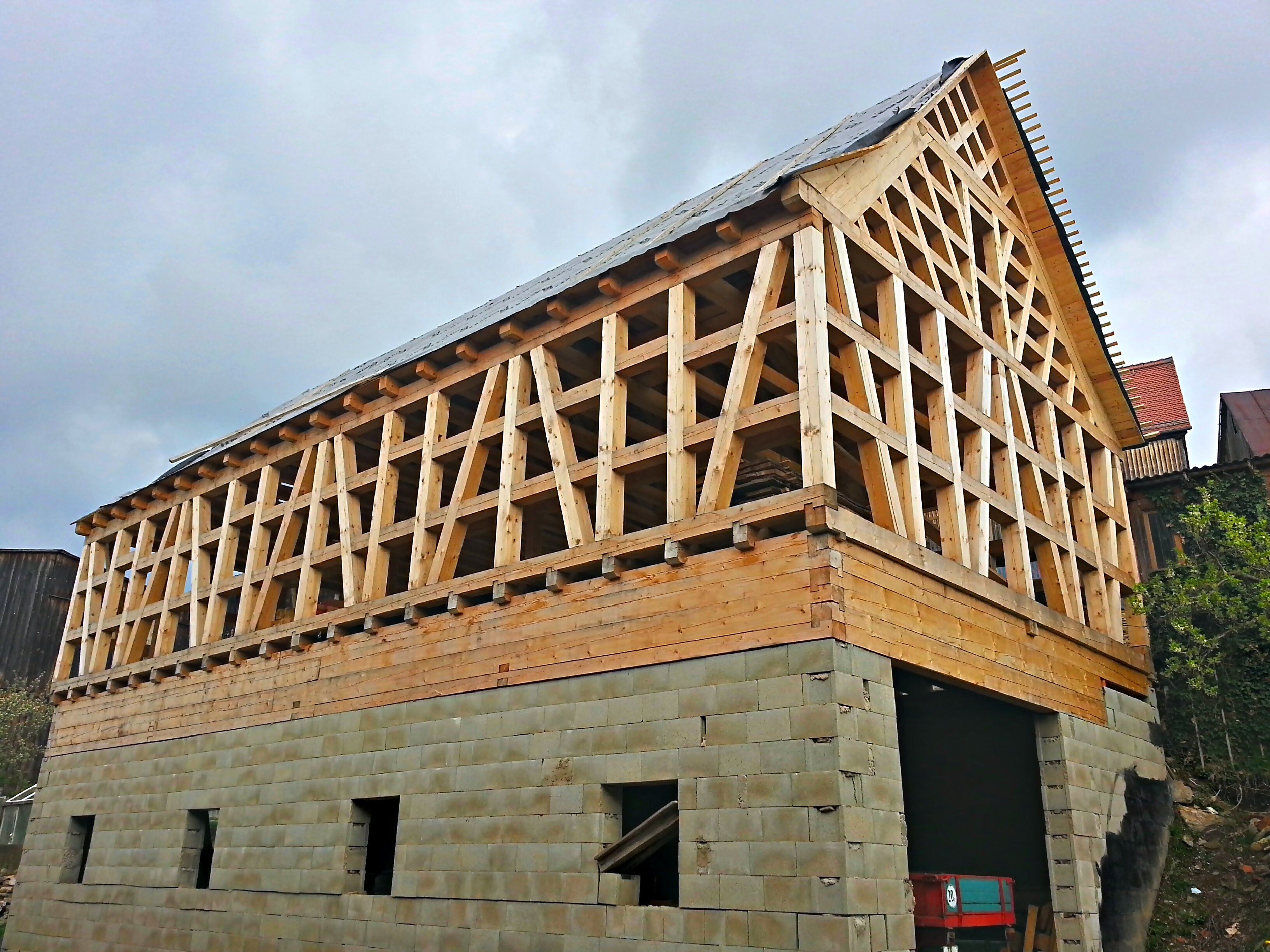
Fachwerk (estructura de madera) en construcción en 2013, Tirschenreuth

## En el continente americano
La mayoría de las casas "de entramado de madera" que existen en Misuri, Pensilvania y Texas fueron construidas por colonos alemanes. Old Salem Carolina del Norte tiene buenos ejemplos de edificios fachwerk alemanes. Al igual que en Norteamérica, en América Latina podemos encontrarlo en Colonia Tovar (Venezuela), Santa Catarina y Rio Grande do Sul, donde se establecieron los alemanes. Más tarde, eligieron materiales de construcción más adecuados para las condiciones locales (probablemente debido al gran problema de las termitas tropicales). También son comunes estructuras más rudimentarias como el bahareque.

## Tradición japonesa
Se cree que la estructura de madera japonesa desciende de la estructura china. El entramado asiático es significativamente diferente del entramado occidental, con su uso predominante de entramado de postes y dintel y una falta casi total de arriostramiento diagonal.